# 徳川慶喜
徳川 慶喜（とくがわ よしのぶ／よしひさ、旧字体：德川 慶喜）は、江戸時代末期（幕末）の江戸幕府第15代将軍（在職：1867年1月10日〈慶応2年12月5日〉- 1868年1月3日〈慶応3年12月9日〉）、明治時代の日本の政治家、華族。位階・勲等・爵位は従一位勲一等公爵。
天保8年（1837年）9月29日、水戸藩主・徳川斉昭の七男として誕生。母は有栖川宮織仁親王の末王女・登美宮。初めは父・斉昭より偏諱を受けて松平昭致（まつだいら あきむね）、一橋家相続後は将軍・徳川家慶から偏諱を賜って徳川慶喜と名乗った。将軍後見職や禁裏御守衛総督などを務めた後、徳川宗家を相続し将軍職に就任した。歴史上最後の征夷大将軍であり、江戸幕府歴代将軍の中で在職中に江戸城に入城しなかった唯一の将軍でもある。慶応3年（1867年）に大政奉還を行ったが、直後の王政復古の大号令に反発して慶応4年（1868年）に鳥羽・伏見の戦いを起こすも惨敗して江戸に逃亡した後、東征軍に降伏して謹慎。後事を託した勝海舟が東征軍参謀西郷隆盛と会談して江戸城開城を行なった。維新後は宗家を継いだ徳川家達公爵の戸籍に入っている無爵華族として静岡県、ついで東京府で暮らしていたが、明治35年（1902年）に宗家から独立して徳川慶喜家を起こし、宗家と別に公爵に叙されたことで貴族院公爵議員に列した。明治43年（1910年）に七男の慶久に公爵位を譲って隠居した後、大正2年（1913年）11月22日に薨去。

## 生涯

### 幼年期
尊敬する徳川光圀の教育方針を踏襲した斉昭の「子女は江戸の華美な風俗に馴染まぬように国許（水戸）で教育する」という方針に則り、天保9年（1838年）4月（生後7か月）に江戸から水戸に移る。弘化4年（1847年）8月に幕府から一橋徳川家相続の含みで江戸出府を命じられるまで、9年間を同地で過ごした。
この間、藩校・弘道館で会沢正志斎らに学問と武術を教授された。七郎麻呂の英邁さは当時から注目されていたようで、斉昭も他家の養子にせず長男・徳川慶篤の控えとして暫時手許に置いておこうと考えていた。

### 一橋家相続
老中・阿部正弘が「昭致を御三卿・一橋家の世嗣としたい」との将軍・徳川家慶の思召（意向）を弘化4年（1847年）8月1日に水戸藩へ伝達。思召を受けて昭致は8月15日に水戸を発ち9月1日に一橋徳川家を相続。12月1日に元服し、家慶から偏諱を賜り徳川慶喜と名乗る。家慶はたびたび一橋邸を訪問するなど、慶喜を将軍継嗣の有力な候補として考えていたが、阿部正弘に諫言されて断念している。

### 将軍継嗣問題
嘉永6年（1853年）、黒船来航の混乱の最中に将軍・家慶が病死し、その跡を継いだ徳川家定は病弱で男子を儲ける見込みがなく将軍継嗣問題が浮上する。慶喜を推す斉昭や老中・阿部正弘、薩摩藩主・島津斉彬ら一橋派と、紀州藩主・徳川慶福を推す彦根藩主・井伊直弼や家定の生母・本寿院を初めとする大奥の南紀派が対立した。
安政4年6月17日に阿部正弘、安政5年7月16日に島津斉彬が相次いで死去すると一橋派は勢いを失い、安政5年（1858年）に大老に就任した井伊直弼が裁定し、将軍継嗣は慶福（家茂）と決した。
同年、直弼は勅許を得ずに日米修好通商条約に調印。6月23日、慶喜は登城し直弼を詰問し、7月5日に登城停止を命じられた。翌安政6年（1859年）8月27日に隠居謹慎が命じられ（安政の大獄）、一橋家はしばらく当主不在の「明屋敷」となった。この日は三卿の登城日であり、斉昭らと違って不時登城ではなく、罪状不明のままの処分であった。
なお、慶喜本人は将軍継嗣となることに乗り気ではなかったのか「骨が折れるので将軍に成って失敗するより最初から将軍に成らない方が大いに良い」という主旨の手紙を斉昭に送っている。

### 将軍後見職
安政7年（1860年）3月3日の桜田門外の変における直弼の暗殺を受け、万延元年（1860年）9月4日に恐れをなした幕府により謹慎を解除される。
文久2年（1862年）、島津久光と勅使・大原重徳が薩摩藩兵を伴って江戸に入り、勅命を楯に幕府の首脳人事へ横車を押し介入、7月6日、慶喜を将軍後見職に、松平春嶽を政事総裁職に任命させることに成功した（同時に慶喜は一橋家を再相続）。慶喜と春嶽は文久の改革と呼ばれる幕政改革を行ない、京都守護職の設置、参勤交代の緩和などを行った。
同年9月30日、破約攘夷のやむを得ないことを意見した横井小楠に対し、万国が好を通じる今日において、日本のみが旧態依然とした鎖国に固執すべきでないことを説き、開国のやむを得ないことを天皇に奏上すべきであると述べた。春嶽も説を改めて慶喜の意見に賛成したことにより、一旦は幕府の評議は慶喜が上洛して開国の趣意を奏上することに決した。しかし、勅使待遇の改正に慶喜が反対したことで、これに反発した春嶽が再び破約攘夷説に転じて幕議は動揺した。このとき、山内容堂はあくまで開国論を奏上した場合には攘夷の廷議が攘将軍となりかねないことなどを説き、慶喜もやむなくこれに同意した。その結果、幕議は一転して攘夷の勅諚を遵奉することに決した。
文久3年（1863年）、攘夷の実行について朝廷と協議するため、徳川家茂が将軍としては230年ぶりに上洛することとなったが、慶喜はこれに先駆けて上洛し、将軍の名代として朝廷との交渉にあたった。同年2月21日、4日前の会談で春嶽が意見したところに従い、中川宮朝彦親王の同意も得た上で、慶喜は関白・鷹司輔煕らに対して、攘夷実行を含めた国政全般を従来通り幕府へ委任するか、政権を朝廷に返上するかの二者択一を迫った。しかし朝廷からは、幕府への大政委任を認める一方で「国事に関しては諸藩に直接命令を下すことがあり得る」との見解が表明され、逆に幕府は攘夷の実行を命じられるなど、交渉は不成功に終わった。春嶽が朝廷の要求に反発して政事総裁職の辞表を出す一方で、慶喜はこれを受け入れる姿勢をとり、江戸の幕閣の猛反発を招いた。
同年4月10日夜、翌日に予定されていた孝明天皇の石清水八幡宮行幸・攘夷祈願についての家茂の供奉を、「風邪発熱」（仮病）として急遽取りやめさせた。このことについて、家茂が天皇から節刀を授与された場合にはいよいよ攘夷を決行しなければならないことから、これを避けるため家茂の供奉をやめさせたとする説がある。しかし、節刀授与の計画は尊攘派の秘策であって、幕府や慶喜は知るよしもないことから、これは誤りであり、慶喜は家茂が一人で尊攘派公卿が多数控える天皇御前に召され、臨時の勅命が下されることを恐れたためであるとされる。
江戸に戻った慶喜は、攘夷拒否を主張する幕閣を押し切り、攘夷の実行方策として横浜港の鎖港方針を確定させる。八月十八日の政変で長州藩を中心とする急進的尊皇攘夷派が排斥されたのち、勅命により11月26日に上洛、12月晦日には公武合体派諸侯・幕閣による参預会議の一員に任命された。しかし、春嶽ら参預諸大名の期待する幕政改革が断行されないために、春嶽らは慶喜の奮励が足りないと憤り、その一方で、慶喜は老中からも参預諸大名と行動を共にしているとして猜疑された。そのような状況下で、慶喜は横浜鎖港の断行を主張し、これに反対する参預諸侯の島津久光・松平春嶽らと対立した。元来開国論者であった慶喜が鎖港説に固執したのは、文久4年（1864年）正月に老中の酒井忠績・水野忠精から幕議は薩摩の開国論には従わないこととした旨を言われ、家茂の意見もこれと同じであったことから、やむを得なかったためであるとされる。同年2月16日、慶喜は、中川宮らとの酒席で故意に泥酔し、同席していた春嶽、久光、伊達宗城を、「三人は天下の大愚物・大奸物である」などと罵倒、中川宮に対しても「（前日の沙汰が）偽であるというのならば命を頂戴し、某も切腹する」などと述べ、横浜鎖港の朝議を確かなものにしようとした。翌日、久光・宗城も鎖港に異議のないことを奏し、朝議は決した。しかし、その後も慶喜と参預諸大名との間が融和することなく、同年（元号は元治元年となっている）3月9日、慶喜は参預を辞任した。これに相次いで諸参預が辞任したため、参預会議は崩壊した。

### 禁裏御守衛総督

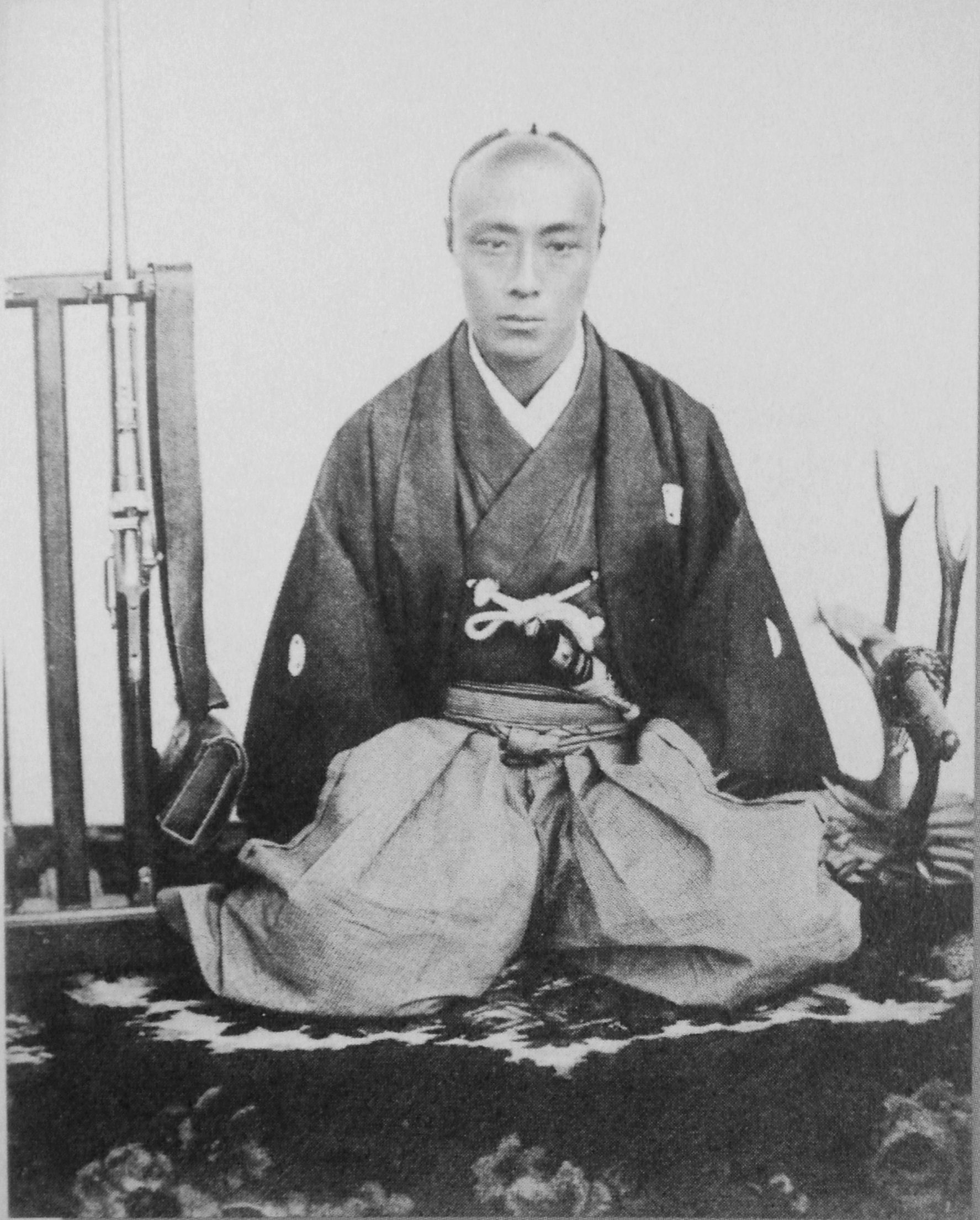
禁裏御守衛総督時代の慶喜

参預会議解体後の元治元年（1864年）3月25日、慶喜は将軍後見職を辞任し、朝臣的な性格を持つ禁裏御守衛総督に就任した。以降、慶喜は京都にあって武田耕雲斎ら水戸藩執行部や鳥取藩主・池田慶徳、岡山藩主・池田茂政（いずれも徳川斉昭の子、慶喜の兄弟）らと提携し、幕府中央から半ば独立した勢力基盤を構築していく。江戸においては、盟友である政事総裁職・松平直克（川越藩主）と連携し、朝廷の意向に沿って横浜鎖港を引き続き推進するが、天狗党の乱への対処を巡って幕閣内の対立が激化し、6月に直克は失脚、慶喜が権力の拠り所としていた横浜鎖港路線は事実上頓挫する。
同年7月に起こった禁門の変において慶喜は御所守備軍を自ら指揮し、鷹司邸を占領している長州藩軍を攻撃する際は歴代の徳川将軍の中で唯一、戦渦の真っ只中で馬にも乗らず敵と切り結んだ。禁門の変を機に、慶喜はそれまでの尊王攘夷派に対する融和的態度を放棄し、会津藩・桑名藩らとの提携が本格化することとなる（一会桑体制）。また老中の本庄宗秀・阿部正外が兵を率いて上洛し、慶喜を江戸へ連行しようとしたが、失敗した。一方、長期化していた天狗党の乱の処理を巡っては、慶喜を支持していた武田耕雲斎ら水戸藩勢力を切り捨てる冷徹さを見せた。それに続く第一次長州征伐が終わると、欧米各国が強硬に要求し、幕府にとり長年の懸案事項であった安政五カ国条約の勅許を得るため奔走した。慶喜は自ら朝廷に対する交渉を行い、最後には自身の切腹とそれに続く家臣の暴発にさえ言及、一昼夜にわたる会議の末に遂に勅許を得ることに成功したが、京都に近い兵庫の開港については勅許を得ることができず、依然懸案事項として残された。

### 将軍職

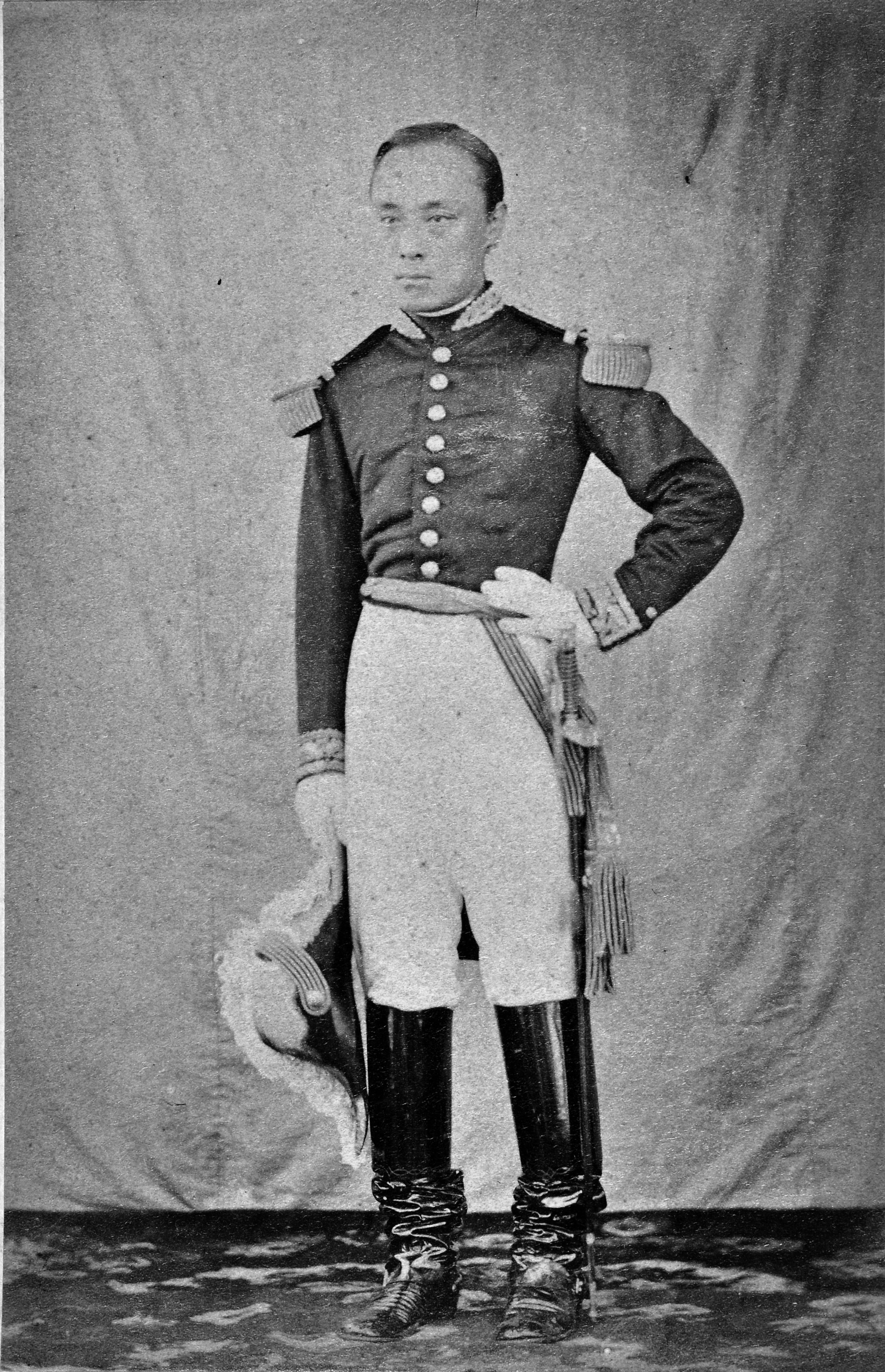
ナポレオン3世から贈られた軍服姿の慶喜

慶応2年（1866年）の第二次長州征伐では、薩摩藩の妨害を抑えて慶喜が長州征伐の勅命を得る。しかし薩長同盟を結んだ薩摩藩の出兵拒否もあり、幕府軍は連敗を喫した。その第二次長州征伐最中の7月20日（1866年8月29日）、将軍・家茂が大坂城で薨去する。当初は慶喜みずから長州征伐へ出陣するとして朝廷から節刀を下賜されたが、小倉城陥落の報に接して出陣を取りやめて今度は朝廷に運動して休戦の詔勅を引き出し、会津藩や朝廷上層部の反対を押し切る形で休戦協定の締結に成功する。
家茂の後継として、老中の板倉勝静、小笠原長行は江戸の異論を抑えて慶喜を次期将軍に推した。慶喜はこれを固辞し、8月20日に徳川宗家は相続したものの、将軍職就任は拒み続け、12月5日（1867年1月10日）に二条城において将軍宣下を受けてようやく将軍に就任した。この頃の慶喜ははっきりと開国を指向するようになっており、将軍職就任の受諾は開国体制への本格的な移行を視野に入れたものであった。
慶喜政権は会津・桑名の支持のもと、朝廷との密接な連携を特徴としており、慶喜は将軍在職中一度も畿内を離れず、多くの幕臣を上洛させるなど、実質的に政権の畿内への移転が推進された。また、慶喜は将軍就任に前後して堂上家から側室を迎えようと画策しており、この間、彼に関白・摂政を兼任させる構想が繰り返し浮上した。一方、これまで政治的には長く対立関係にあった小栗忠順ら改革派幕閣とも連携し、慶応の改革を推進した。ただ寛文印知以来、将軍の代替わりの度に交付していた領知目録等は、最後まで一切交付できなかった。
慶喜はフランス公使・レオン・ロッシュを通じてフランスから240万ドルの援助を受け、横須賀製鉄所や造・修船所を設立し、ジュール・ブリュネを始めとする軍事顧問団を招いて軍制改革を行った。老中の月番制を廃止し、陸軍総裁・海軍総裁・会計総裁・国内事務総裁・外国事務総裁を設置した。また、実弟・徳川昭武（清水家当主とした）をパリ万国博覧会に派遣するなど幕臣子弟の欧州留学も奨励した。兵庫開港問題では朝廷を執拗に説いて勅許を得て、勅許を得ずに兵庫開港を声明した慶喜を糾弾するはずだった薩摩・越前・土佐・宇和島の四侯会議を解散に追い込んだ。
しかし兵庫開港問題を強引に推し進めたことで慶喜への反発は強まった。慶喜の強硬姿勢、上京四侯による内政改革の糸口をつかむことの不可能さ、京坂以西の反幕的政治情勢の深化は、薩摩藩を武力討幕路線へ傾斜させ、薩長芸に土佐藩内の討幕派（土佐は全体としては幕府を含めた雄藩連合を目指す力の方が強かった）が加わる薩藩主導の討幕勢力の形成が進んだ。

### 大政奉還と王政復古の大号令
土佐の後藤象二郎の大政返上策が薩長土芸の間で合意された。慶喜がこれを受け入れる可能性を信じていなかった西郷隆盛らはこれを武力討幕のシグナルと位置付けていた。そして土佐藩は「天下ノ大政ヲ議スル全権ハ朝廷ニアリ」「我皇国ノ制度法則一切万機必ズ京都ノ議政所ヨリ出ヅベシ」とする上書を慶喜に送った。
慶喜は8月から9月頃までには反徳川雄藩連合の形成が急速に進んでいる情勢に気づいて警戒を強めていた。もしこの土佐の献策を受けねば土佐は全体としても武力討幕派に転じることになり、越前と肥後、肥前、尾張もそれに同調する可能性が高いので受け入れるしかなかった。逆に受け入れれば武力討幕論は主張しにくくなると考えられた。

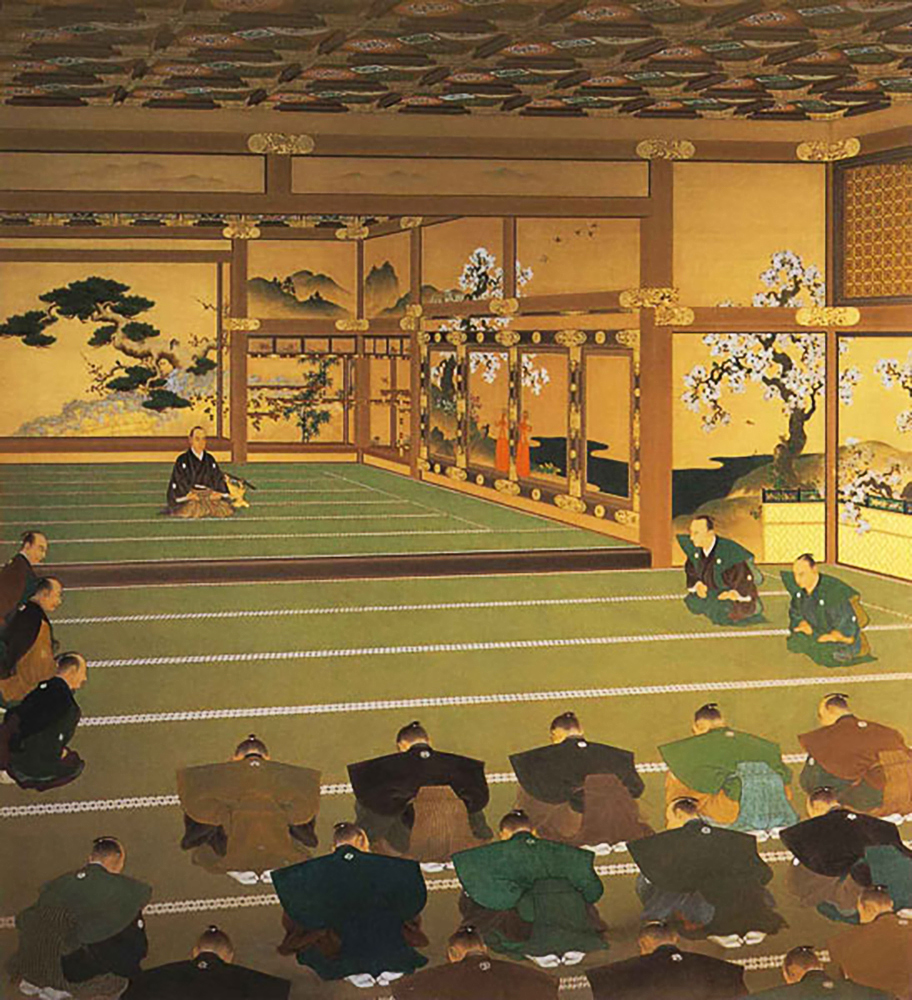
邨田丹陵『大政奉還図』

こうして慶応3年10月14日（1867年11月9日）に慶喜は大政返上上表を明治天皇に奏上し、翌10月15日（1867年11月10日）に勅許される（大政奉還）。しかし大政奉還されても朝廷には政治力が無いので、朝廷は日常政務を「先是迄之通ニテ、追テ可及御沙汰候事」と返答せざるを得ず、実態としては慶喜政権が継続する事になる。
朝廷内で慶喜に与えられる地位についても朝廷内の実権を関白・二条斉敬と中川宮が握っている限り、また慶喜が800万石の卓絶した大名であり続ける限り、事実上の支配的地位が与えられると考えられた。やがて開催される諸侯会議でも慶喜は多数の支持を期待できたし、京都の軍事情勢を転換させるために江戸から続々と兵が上京中だった。このような状況のため大政奉還しようとも慶喜の実質的支配が続くことは覆り様がないように思われた。しかし慶喜が見落としていたのは大政を奉還した以上、大政を委任されていた時期と異なり、もし朝廷の構成や政策が転換された場合には慶喜側にはなす術がないという点であり、それが現実のものとなる。
大政奉還によりいったん武力討幕方針を中止した西郷隆盛らは、現状としては慶喜と旧幕府機構の横滑りでしかなく、朝廷には何らの物質的基礎も保証されていないことを確認すると前年以来反幕派公卿の指導者になっていた岩倉具視と連携してこれを覆すべく行動を開始した。12月8日（1868年1月2日）の朝議では慶喜の反対を退けて長州藩の復権と三条実美ら五卿帰洛が決定され、さらに翌12月9日（1868年1月3日）には薩摩・土佐・安芸・尾張・越前の5藩が政変を起こして朝廷を掌握し、慶喜を排除しての新政府樹立を宣言した（王政復古の大号令）。その会議において「慶喜の辞官（内大臣の辞職）納地（幕府領の奉納）」が決定する。
慶喜は王政復古の大号令に激昂した会津・桑名藩を鎮めるため、彼らを引き連れて大坂城に退去しつつ、諸外国の公使らを集めて自身の正当性を主張した。一方、王政復古で新政府を発足させた5藩の間でも旧幕勢力の武力討伐を目指す薩摩藩と慶喜を取り込んだ形での漸進的移行を画策した土佐・越前藩では温度差があり、慶喜は越前・土佐に運動して辞官納地を温和な形とし、年末には自身の議定就任（新政府への参画）がほぼ確定する。

### 戊辰戦争

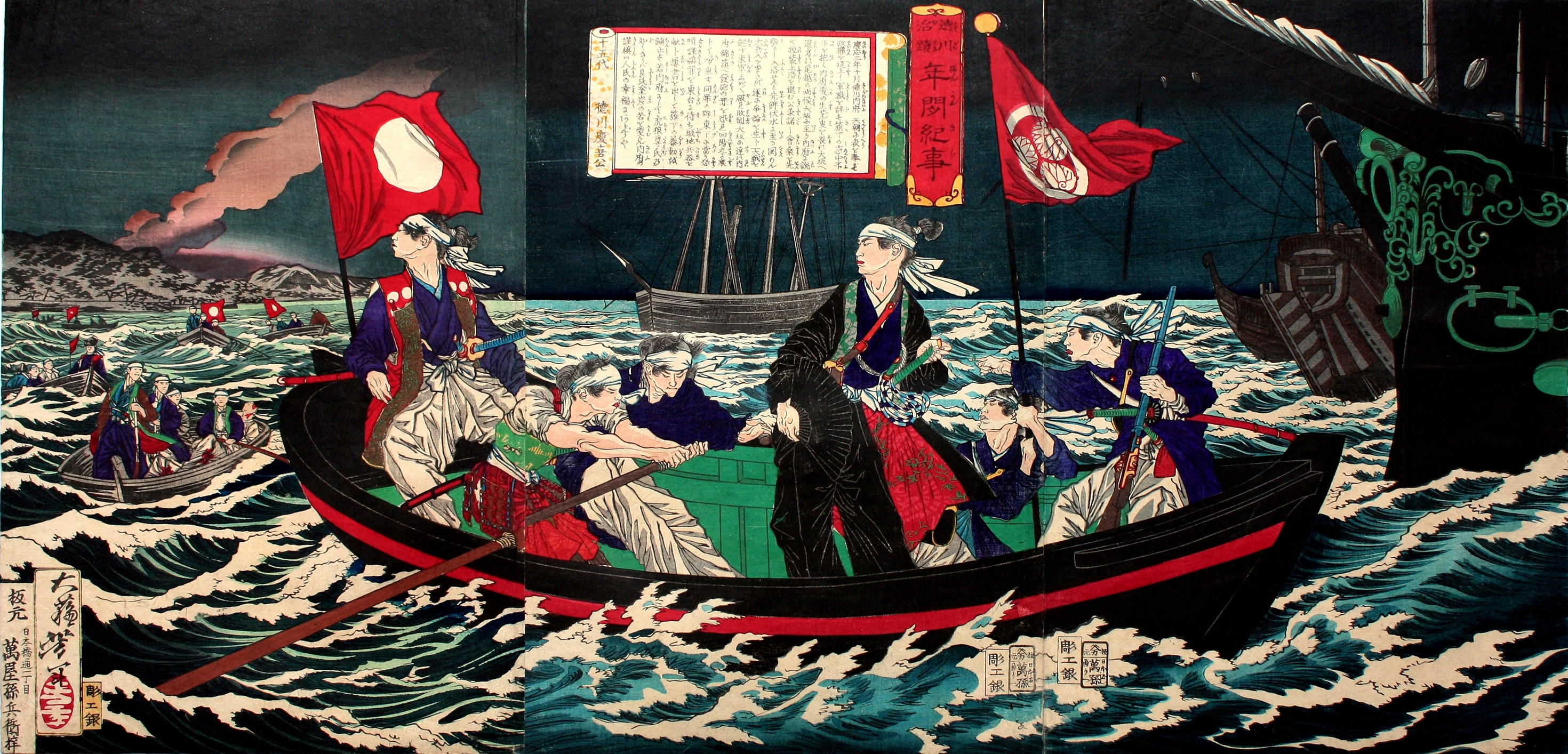
月岡芳年『徳川治績年間紀事　十五代徳川慶喜公』
船で大坂を脱出する慶喜を描いた錦絵

しかし12月25日、慶喜不在の江戸で薩摩藩の挑発にのった旧幕府が薩摩藩邸焼き討ちを強行したことで情勢が変化した。12月28日にその報告が大目付の滝川具挙らによって慶喜のいた大坂城にもたらされ、城内の旧幕・会津・桑名藩勢力が薩摩憎悪で収拾がつかなくなった。結局慶喜は薩摩との開戦を決定して討薩表を作成、滝川具挙にこれを持たせて上京させるとともに、翌・慶応4年（1868年）1月2日に老中格の大河内正質を総督とし、会津・桑名藩兵を加えた軍を京都に向け進軍させたことで薩摩藩兵らとの武力衝突に至る。
1月3日に勃発した鳥羽・伏見の戦いにおいて旧幕軍は3日、4日、5日と連敗を喫した。これにより大政奉還以来の慶喜の優位的状況は一挙に消滅。このまま大坂城内に留まると城内の強硬論者が更に収拾つかなくなりそうだったため、慶喜は6日にも大坂城を脱出し、陣中に伴った側近や妾、老中の板倉勝静と酒井忠惇、会津藩主・松平容保、桑名藩主・松平定敬らと共に開陽丸で江戸に退却した。なお、この時、開陽丸艦長の榎本武揚には江戸への退却を伝えず、武揚は戦地に置き去りにされた。
慶喜が江戸へ退却した理由には、慶喜自身が晩年に語った軍を京都に送る気自体なかったという主張を信じる説、朝敵になることを恐縮したという説、江戸で態勢を立て直して再度戦争しようと考えていたなど様々な説がある。近年の研究では、慶喜政権が天皇の権威を掌中に収め、それに依拠することによってのみ成立していた政権であったとし、それを他勢力に譲り渡した時点で彼の政治生命は潰え、一連の行動につながったとする説が提唱されている。また、薩摩を討つ覚悟はあっても、朝敵の汚名を恐れて天皇（を擁した官軍）に対峙する覚悟が無かったとする説もある。『昔夢会筆記』によれば、水戸徳川家には徳川光圀以来の「朝廷と幕府にもし争いが起きた場合、幕府に背いても朝廷に弓を引いてはならない」という旨の家訓があったという。『徳川慶喜公伝』で、慶喜は、伊藤博文からの維新時に尊王の大義を重んじたのはなぜかとの質問に、「水戸徳川家では義公以来代々尊王の大義に心を留めていた。父なる人も同様の志で、自分は庭訓を守ったに過ぎない」と応えている。
いずれにしてもこの敗戦により慶喜には天皇の政府に攻撃をしかけたあげく敗北を喫したという評価だけが残り、それまで親慶喜的立場をとっていた諸侯すらもはや慶喜追討に反対しなくなった。1月7日、正式に慶喜追討令が下り、慶喜の官位は剥奪となった。慶喜らは1月12日に江戸に到着したが、政府は東帰した慶喜および旧幕府勢力との対決を前提とした諸道への鎮撫総督の派遣を決定し、2月9日には東征大総督・熾仁親王に率いられた政府軍が東征を開始した。
これに対して慶喜は小栗忠順や会津藩主・松平容保、桑名藩主・松平定敬を初めとする抗戦派を抑えて政府への恭順を主張する。恭順の意を示すため同じく朝敵となり官位剥奪処分となった老中・板倉勝静と若年寄・永井尚志を罷免するとともに容保と定敬に謹慎を命じた。勝海舟と大久保一翁に事態収拾を一任して自らは上野の寛永寺大慈院において謹慎する。
彰義隊や旧幕臣の暴発を恐れた慶喜は水戸での謹慎を希望したが、3月9日に東征大総督府より示された慶喜の死一等を減じる条件の七か条には江戸城開城や軍艦兵器の明け渡しと並んで慶喜の岡山藩での謹慎が入っていた。勝海舟は3月14日に東征軍参謀・西郷隆盛と会談した際に慶喜の謹慎場所を岡山でなく水戸にしてほしいと嘆願して認められた。4月4日に東海道鎮撫総督・橋本実梁が勅使として江戸城に入城し、田安家の徳川慶頼に対し、慶喜の死一等を減じ、水戸での謹慎を命じる朝命を申し渡した。4月11日に東征軍諸兵が江戸城に入城し、城郭は尾張藩、武器は熊本藩が管理することになり、江戸城は開城された。4月21日には熾仁親王が江戸城に入城した。
ここに、江戸幕府は名実ともに消滅した。以後、幕府制度や征夷大将軍の官職は廃止され、日本史上最後の征夷大将軍となった。

### 謹慎

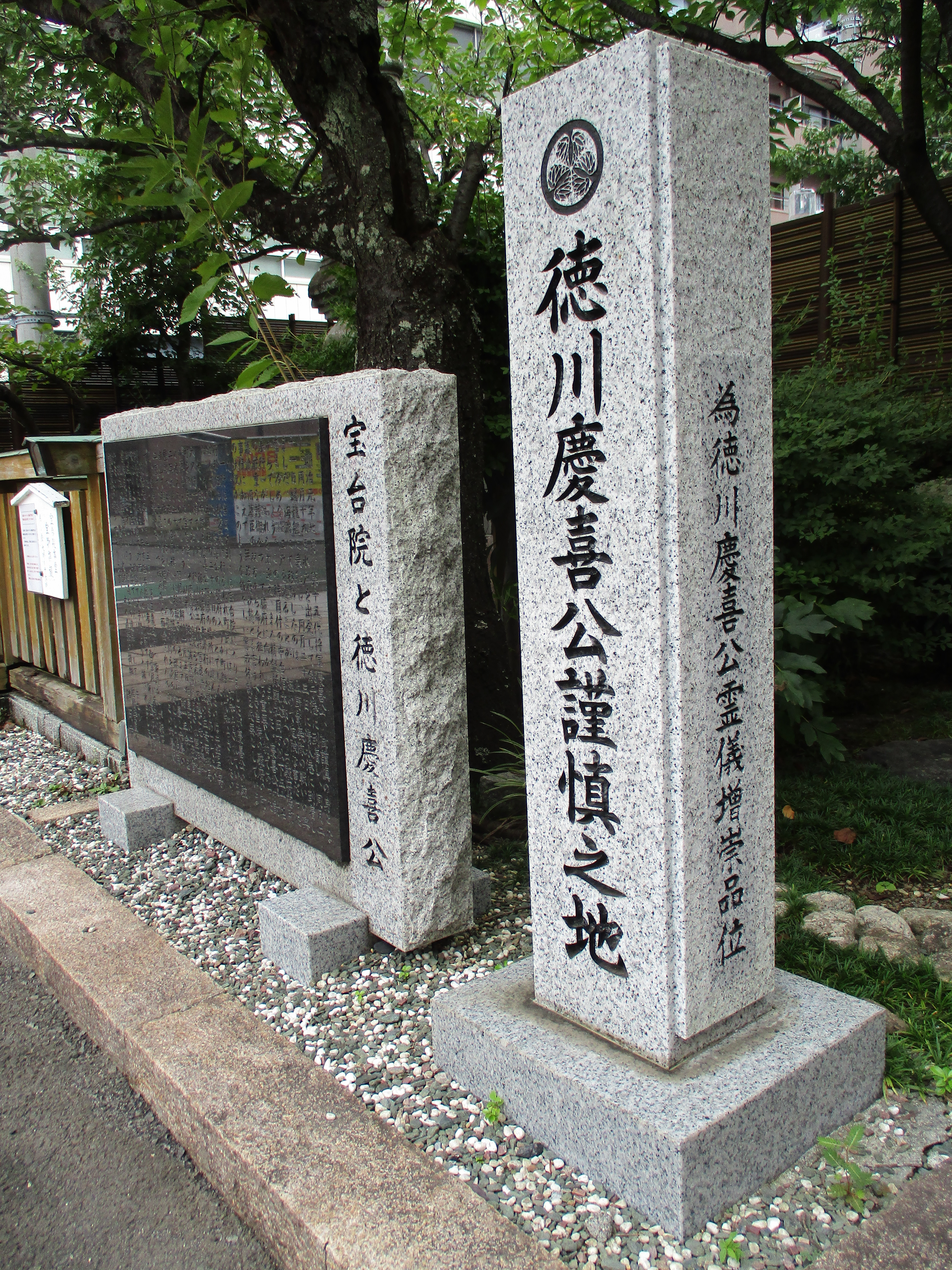
宝台院にある、徳川慶喜公謹慎之地の碑。2022年8月撮影。

慶喜は東海道鎮撫総督府に約束していた江戸退去日時の4月10日に下痢を起こしたため、一日延期されて4月11日明け方に寛永寺大慈院を出て水戸へ向かった。随行責任者は浅野氏祐であり、他に新村猛雄（彼はこの後も長く慶喜の家扶を務める）、中島鍬次郎、玉村教七、西周ら側近、戸塚文海や坪井信良ら医師、中条景昭や高橋泥舟など精鋭隊士・遊撃隊士の護衛が共をした。松戸、藤代、土浦、片倉を経由して4月15日に二十数年ぶりに水戸に到着した。水戸では弘道館の至善堂にて謹慎した。
慶喜が水戸に到着して1か月半後の閏4月29日に政府は田安亀之助こと徳川家達に宗家を相続させることを決定し、5月24日に家達の領地は駿府藩70万石に決定された。
慶喜が水戸へやって来た頃、水戸藩内では激しい藩内抗争があり、明治天皇の勅書と慶喜の支持を得て力を増した尊皇攘夷派の天狗党が佐幕派の反天狗党派を藩から追った直後だったが、会津へ逃亡していった反天狗党がいつ戻ってくるか分からず、政情不安定な水戸での謹慎は望ましくなく、政府は家達の後見人である松平確堂（前津山藩主）からの進言を容れ、7月10日に慶喜の駿府（静岡）への転居を命じた。
慶喜は7月19日に水戸を発ち、海路で那珂湊まで行き、そこから陸路で鉾田へ行き、再び海路で銚子に到着。21日に銚子の波崎から海路で駿府へ向かい、23日に清水港に上陸した。同日夕方には宝台院に入った。ここで1年2カ月の謹慎生活を送ることになる。また慶喜は家達の養父として宗家の籍に置かれることになった。
慶喜の後年の談によれば宝台院での謹慎中、外出をはばかって中島鍬次郎から油絵を学んだという。
明治元年（1868年）10月に榎本武揚一党が函館五稜郭を占領して立てこもった後、大久保利通や勝海舟は慶喜の謹慎を解除して榎本一党の征討を命じることを提案したが、三条実美の反対で沙汰止みとなった。明治2年（1869年）5月に榎本一党の降伏をもって戊辰戦争は終結した。勝海舟や大久保一翁ら旧臣が三条実美や大久保利通など政府高官に働きかけた結果、9月には慶喜の謹慎が解除された。

### 明治以降

#### 静岡在住時代
謹慎の解除に伴い、1869年（明治2年）10月5日に宝台院を出て、同じ駿府改め静岡内の紺屋町の元代官屋敷へ移住した。江戸城開城後に小石川の水戸藩邸で暮らしていた正室・美賀子も静岡にやってきて慶喜と同居するようになった。当時慶喜は33歳、美賀子は35歳だった。静岡藩内では知藩事の家達邸は「宮ケ崎御住居」、慶喜邸は「紺屋町御住居」と呼ばれていた。
1871年（明治4年）7月に廃藩置県があり、家達は東京に移住したが、慶喜は静岡にとどまった。慶喜は家達の家族扱いになっていたので一緒に東京移住するのが自然だったが、結局、1897年（明治30年）まで東京に移ることはなかった。その理由について旧臣の渋沢栄一子爵は勝海舟伯爵が押し込めたせいだとし、嫌味を込めて次のように述べている。「私は勝伯があまり慶喜公を押し込めるやうにせられて居ったのに対し、快く思はなかったもので、伯とは生前頻繁に往来しなかった。勝伯が慶喜公を静岡に御住はせ申して置いたのは、維新に際し、将軍家が大政を返上し、前後の仕末がうまく運ばれたのが、一に勝伯の力に帰せられてある処を、慶喜公が東京御住ひになって、大政奉還前後における慶喜公御深慮のほどを御談りにでもなれば、伯の金箔が剥げてしまふのを恐れたからだなどいふものもあるが、まさか勝ともあらう御仁が、そんな卑しい考えを持たれやう筈がない。ただ慶喜公の晩年に傷を御つけさせ申したくないとの一念から、静岡に閑居を願って置いたものだらうと私は思ふが、それにしても余り押し込め主義だったので、私は勝伯に対し快く思っていなかったのである」。勝海舟や大久保一翁らは慶喜の旧臣の中でも最も政府の要職に上った出世頭であり、徳川家のために政府内にあって尽力する役割を果たしたので、慶喜としてはその進言や忠告を無碍にできない関係にあった。
無位無官になっていた慶喜は1872年（明治5年）1月6日に従四位に叙されたことで最初の官位回復を受けた。ついで1880年（明治13年）には将軍時代と同じ官位である正二位を改めて与えられた。さらに1888年（明治21年）6月には従一位に昇叙した。叙位条例では従一位は公爵相当の礼遇を受けるとされており、これにより公爵に叙されていた宗家の家達に並ぶ礼遇を享受できるようになった。

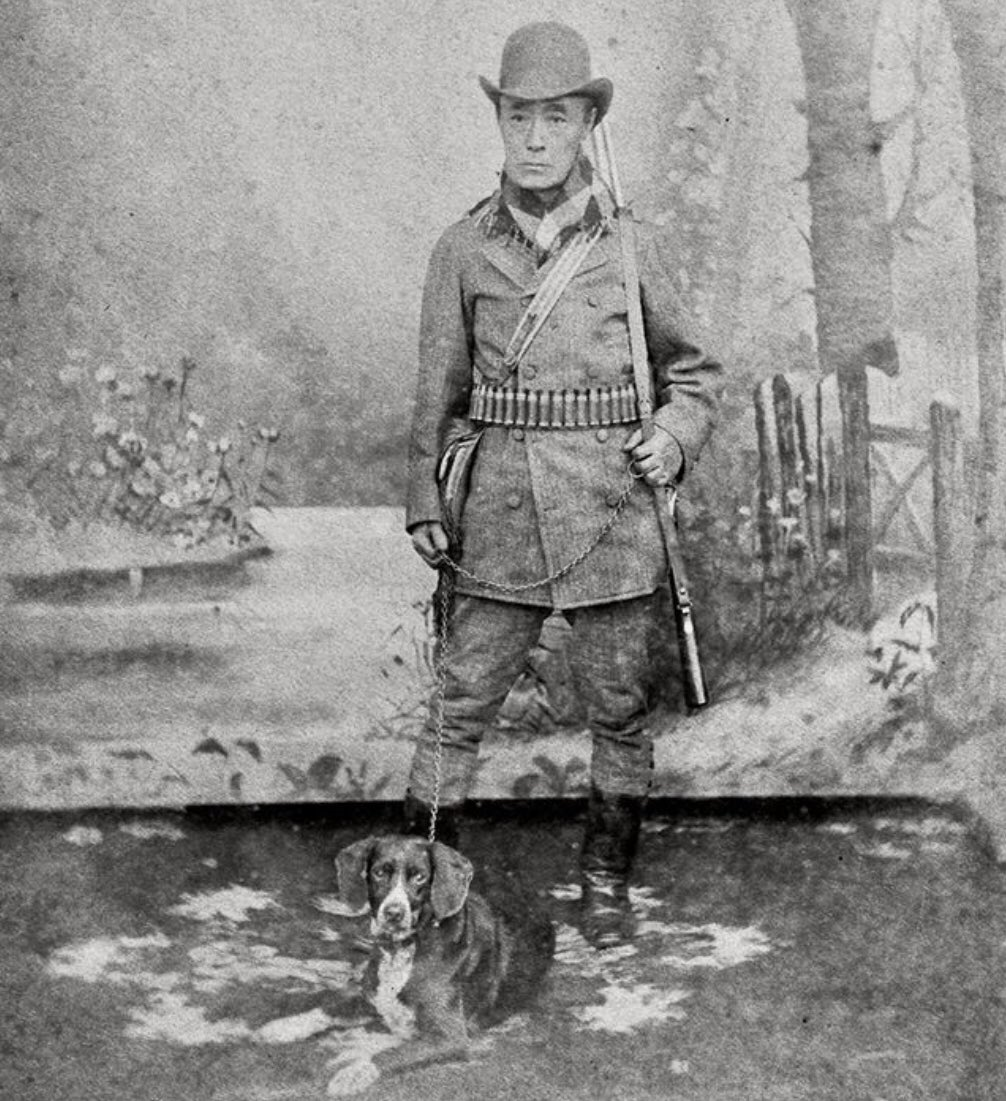
スタジオで撮影された、猟装の慶喜（東洋文化協會 『幕末・明治・大正 回顧八十年史』）

静岡在住時代には政治的野心を持たず趣味の世界に没頭した。新村ら家扶が交代で書いた家扶日記によれば明治5年中だけでも銃猟・鷹狩・囲碁・投網・鵜飼をやっており、明治6年以降になると謡曲・能・小鼓・洋画・刺繍・将棋をやっている。釣りもしばしばした。特に熱中したのは銃猟と鷹狩と投網で、慶喜の狩猟の範囲は近村から安倍川尻までの広範囲に及び、静岡ではまだ珍しかった人力車に乗って清水湊まで行き投網を楽しんだ。鳥を追って畑の作物の上を縦横無尽に走り回るので農家から苦情が出たこともあったが、動じない慶喜は「ア さよか では全部買い取ってやったらよかろう」と答えたという。
明治13年から明治16年頃は庶民娯楽の講談に興味を持ち、静岡に興行でやってきた伊東花林や栗原久長などの講釈師を自邸に招待した。日本に洋式自転車が入ってきたのは明治14年・15年頃のことといわれるが、慶喜は早い段階で自転車を手に入れ、サイクリングも楽しんだ。1884年（明治17年）5月11日、当時10歳の四男・厚を連れて新聞縦覧所に行った際に新聞に関心を持つようになったらしく、同年6月14日からは『朝野新聞』を取るようになった。慶喜の趣味は同じ時期に同じものを集中して行っており、一度始めると集中的にやるのが特徴だった。
政府に恭順せずに反逆的立場を取った経歴のある旧幕臣とは関わり合いになることを回避し、明治11年（1878年）5月18日に元若年寄の永井尚志（慶喜に罷免された後、榎本武揚と共に脱走して函館五稜郭で榎本「総裁」のもと「函館奉行」を務め、降伏後しばらく獄につながれていた）が静岡までやってきて、慶喜に「御機嫌伺い」の面会を求めてきた際には面会を拒絶している。
静岡時代に慶喜は子作りに励み10男11女を儲けた。まず明治4年中に2人の側室との間に長男と次男を儲けたが、いずれも翌年に早世。明治5年に三男を儲けたが、この子も翌年早世。手元で育てた子供の早世が相次いだため、翌1873年（明治6年）に生まれた長女・鏡子は伊勢屋元次郎に里子に出した。これ以降1888年（明治21年）に生まれた十男・精に至るまでの全員を庶民（植木屋・米穀商・石工など）の家に里子に出している（早世した子は除く）。庶民の家で厳しく育てた方が元気に育つといわれていたためで、実際にこれ以降子供の生存率が上がった。里子に出した期間は概ね3年弱から4年強ほどだった。庶民の家に里子に出すのは当時の貴人としては異例のことだった。なお子供はすべて側室から生まれており、静岡時代には正室の美賀子夫人との間に子供はできなかった（江戸時代の結婚直後の頃に長女を一人儲けたが早世している）。美賀子とは疎遠になり、慶喜は明治5年7月に伊豆で湯治の旅行をした際に側室2人を連れていく一方、美賀子夫人は連れて行かず、彼女は同月に慶喜が帰ってきた後に別に伊豆修善寺温泉に出かけるような冷めた関係になっている。

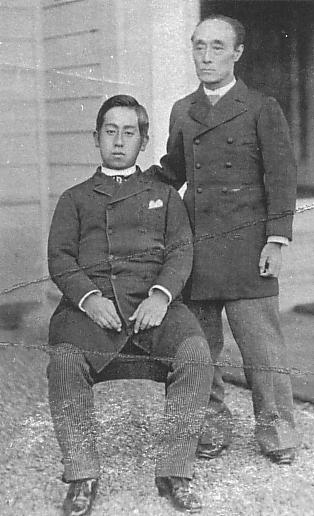
徳川家達と慶喜（毎日新聞社「昭和史 第1巻」）

静岡時代の慶喜は、身分上も経済上も宗家である徳川家達の管轄下にあった。東京の家達からの送金で生活し、慶喜の家令や家扶は家達により任命され、慶喜はその辞令を渡すだけだったという。また慶喜は東京の家達に預けた慶喜の娘たちに家達に従順であるよう「厳しく申し渡」したという。慶喜の七女・浪子が松平斉民の四男・斉からの求婚を嫌がった際には彼女を静岡まで呼びつけて家達の世話になっている身であることや、津山の松平には義理があることなどを言い聞かせて辛抱を命じたという。慶喜が上座に座っていたとき、家達が「私の席がない」というと慶喜が慌てて席を譲ったという逸話もある。
明治19年（1886年）11月、東京の水戸徳川家の屋敷で暮らしている母・登美宮の病気見舞いで東京に上京。これが明治以降の最初の慶喜の東京訪問となった。
東海道線が静岡に開通されるのに伴い、慶喜の紺屋町の屋敷が静岡の停車場建設予定地に含まれたため、1887年（明治20年）に西草深に新しい屋敷の建設を開始し、翌年までに完成させて転居した。1889年（明治22年）2月1日に東海道線静岡以東が開通すると慶喜は同年4月30日にさっそくこれに乗車して弟の徳川昭武がいる千葉県の戸定邸へ向かい、母・登美宮とともに5月9日まで過ごした。塩原温泉で湯治を楽しんだり、日光東照宮や水戸を訪問したりした後、東京を経由して静岡へ帰っていった。徳川昭武の方もこのあと東海道線を使って毎年静岡に来るようになったので慶喜と昭武の兄弟の友好が深まった。また東海道線を利用して慶喜の狩猟の範囲も広がった。ただ加齢による体力の低下で狩猟や釣りの回数自体は減っていく。またこの頃からビリヤードと写真が慶喜の新たな趣味に加わる。特に写真は体力が低下しはじめた明治20年代後半の慶喜にとって主要な趣味となった。写真撮影のために色々な場所に姿を現すようになった。明治20年代は写真の湿式から乾式への移行期で撮影装置の移動が楽になったこともあったという。明治20年代半ば過ぎ頃からはコーヒーを飲むようになった。
1893年（明治26年）1月には母・登美宮が死去し、東京に出て葬儀に参列した。ついで1894年（明治27年）7月9日に乳がんの治療のため東京の宗家に移っていた美賀子夫人が死去。この時慶喜は写真撮影のため焼津にいたが、電報を受けた家扶が慶喜の下に着替えをもって駆けつけ、その報告を受けた慶喜は焼津から東京へ直行している。

#### 東京移住後から薨去

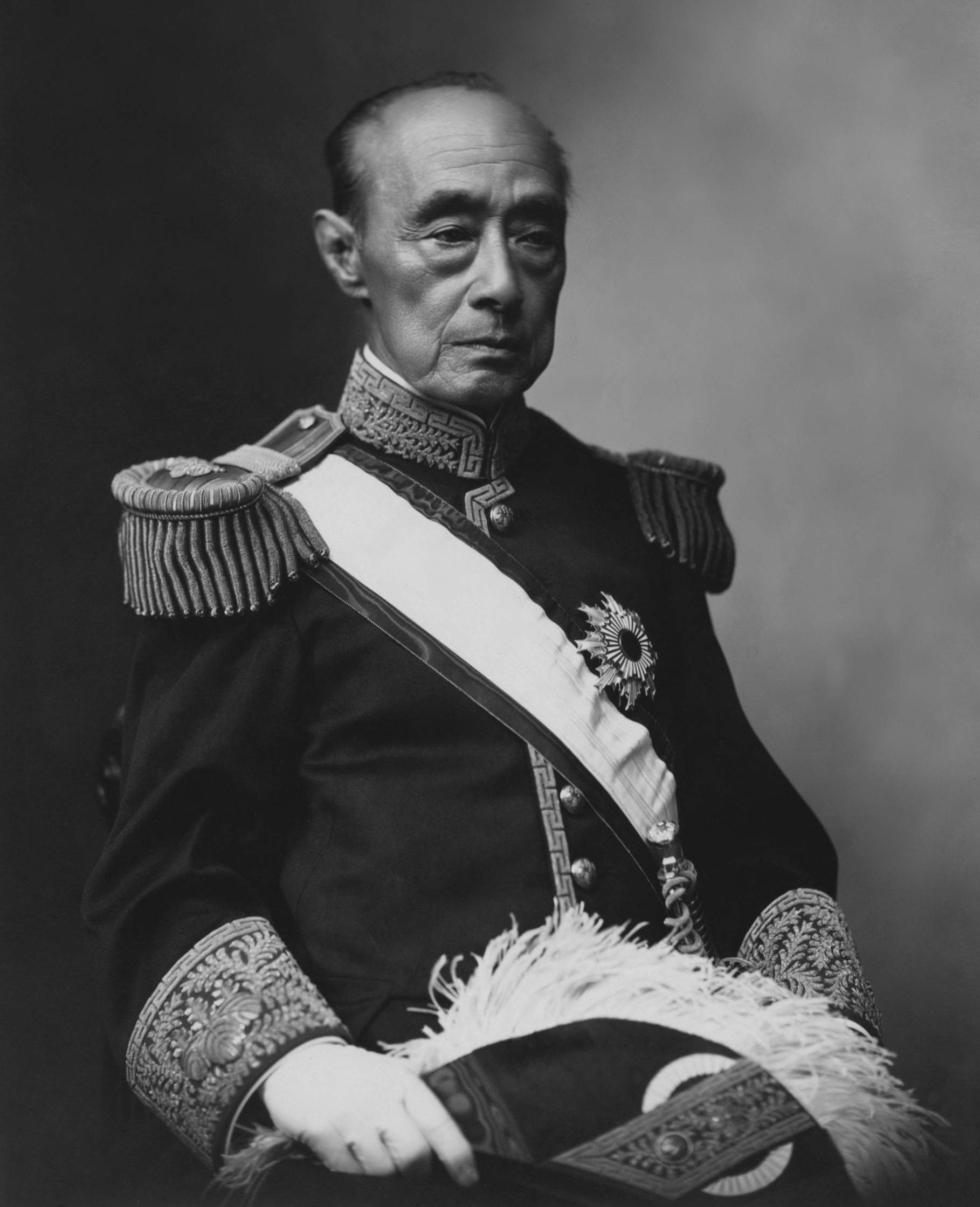
有爵者大礼服を着用し、勲一等旭日大綬章を佩用した徳川慶喜公爵（東洋文化協會 『幕末・明治・大正 回顧八十年史』）

明治30年（1897年）11月に東京の巣鴨一丁目に移り住む。現在の巣鴨駅に近い位置にあたり、敷地3000坪建坪400坪だったという。ここにきて東京移住を決意したのは、慶喜の行動を抑制してきた勝海舟が老衰してきてその束縛が弱まっていたこと、加齢で健康不安が多くなってきたので良医がそろう東京に行きたがったこと、手元に残っていた末の息子たちも学習院入学のため静岡を離れたので慶喜の近辺が寂しくなったこと、この頃慶喜の西草深邸で窃盗事件が発生したことなどが理由として考えられている。
東京移住後、親族関係にあった威仁親王の仲介を受けて皇室関係者と関係を強めるようになり、明治31年（1898年）3月2日には宮城に参内して明治天皇に拝謁した。また皇太子嘉仁親王（のちの大正天皇）と親交を深め「ケイキさん」「殿下」で呼び合う間柄になったという。慶喜は足繁く東宮御所に通い、年末年始の挨拶をはじめ、皇子裕仁親王（のちの昭和天皇）の誕生祝い、自身の叙爵や叙勲の御礼など事あるごとに皇太子と会っている。家扶日記から確認できるだけでも慶喜は明治33年以降毎年10日前後は皇太子に会いに行っており、慶喜と皇太子は1カ月から1カ月半に1度は会っていた計算になる。これほど頻繁に皇室の人間に拝謁した人物は極めて稀である。
東京移住後の慶喜は行動がざっくばらんになった。皇室と親交関係を持つようになったことや、「お目付け役」の勝海舟が1899年（明治32年）に死んだのが大きかったという。自転車に乗って銀座や東宮御所、千駄ヶ谷の徳川宗家邸までサイクリングしている。銀座は特に慶喜のお気に入りの場所になり、運動を兼ねてよく銀座にショッピングに出かけた。東京でも気に入った場所を見つけては写真撮影をし、まれにそれを榎本武揚などに贈った。上野の博物館にも行っている。東京で悠々自適の生活を謳歌した。東京に移住した後も猟にはよく出かけており、皇太子の狩猟のお供をすることもあったが、弟の昭武を連れ立って行くことが多かったようである。
もともと新しい物が好きだった慶喜は、時代の最先端の物品が流通する東京に来てからは、一層色々な物に関心を示すようになった。遅くとも明治32年（1899年）2月の段階では自分の屋敷に電話を引いた（同月一日に東京大阪間の長距離電話が開通した。千駄ヶ谷の宗家邸が電話を引いたのはこの翌月だったのでそれより早かった）。華頂宮家からお土産でアイスクリーム製造機をもらって自家製アイスクリームを作ったり、蓄音機でレコード鑑賞を楽しむようになった。明治32年6月には神田錦町の錦輝館で「米西戦争活動大写真」という実写フィルム（当時は「活動写真」といった）を見物している。これは日本で最初に上映されたニュース映画だったといわれる。明治42年（1909年）1月15日には新たな暖房器具ガス・ストーブを見るためにガス会社を訪問している。
日本鉄道豊島線（現在のJR山手線）の巣鴨駅の建設工事が巣鴨の慶喜邸前で始まったことで、その騒音や人の出入りが激しくなって喧騒することを嫌がり、明治34年（1901年）12月には小石川区小日向第六天町（現在の文京区春日2丁目）の高台の屋敷（敷地3000坪建坪1000坪）に転居し、ここが終焉の地となった。
明治35年（1902年）6月3日には公爵に叙せられ、徳川慶喜家を興した。御沙汰書には「特旨をもって華族に列せらる。特に公爵を授けらる」とあり、特例措置による叙爵であった（華族の分家は叙爵内規上男爵であるべきにもかかわらず公爵になっている）。公爵に列したことで貴族院令に基づき貴族院公爵議員にもなった。慶喜家では「公的に復権が認められた日」として6月3日を「御授爵記念日」と名付けて毎年祝宴を開くようになった。
また公爵になった後の慶喜は経済的にも宗家から自立するようになった。株式配当や国債購入の利子収入などでかなりの金額を得るようになったためである。慶喜は渋沢栄一が創設したか出資している企業群、第一・第十五・第三十五の各国立銀行、日本鉄道、浅野セメント、日本郵船、大日本人造肥料などの株式を保有した。株式配当自体は旧大名華族にはよく見られる収入源で珍しいものではないが、慶喜の株式保有に特色があるとすれば渋沢栄一に依存するところが大きかったことである。慶喜は日本橋区兜町にあった渋沢栄一の事務所を通じて株式を購入していた。家扶日記の記述も経済的自立と連動しており、それまで家達のことを「殿様」と呼んでいたのが、「千駄ヶ谷様」・「十六代様」・「従二位様」などに変わっており、それまでの「御本邸」という表現も「千駄ヶ谷」「千駄ヶ谷御邸」などに変化している。家扶日記上では、宗家から慶喜家への送金も1902年（明治35年）9月3日を最後に確認できなくなる。
日露戦争後の1906年（明治39年）4月22日に千駄ヶ谷の徳川宗家邸で凱旋軍人の慰労会が催されて慶喜も出席している。家達の発声で「天皇陛下万歳」、慶喜の発声で「陸海軍万歳」、榎本武揚の発声で「徳川家万歳」が三唱された。
明治40年代には渋沢の編纂事務所から出される自分の伝記（『徳川慶喜公伝』）の完成に熱意を注ぎ、また大隈重信から協力を求められた『開国五十年史』にも協力し、大隈に自らの体験を語り、それが「徳川慶喜公回顧録」として上巻に収められている。
明治43年（1910年）12月8日、七男・慶久に家督と爵位を譲って隠居。公爵でなくなったため同月9日、貴族院議員の職を失職した。またこれに合わせて慶喜公爵家の家範（華族令追加令第11条に基づき華族は相続や家政上必要があれば宮内省の許可を得て法的効力を有する家範を定めることができた）を制定した。
慶喜は大正元年（1912年）にダイムラーの自動車を入手した。威仁親王がヨーロッパ旅行土産に慶喜に贈ったものといわれる。明治44年の段階では東京で自動車を個人所有している者はまだ150余人に過ぎなかったといわれるので慶喜はかなり早い段階で自家用車を入手した人物ということになる。大正元年11月16日に「自家乗用自動車」の「使用届及び自動車運転士免許証下附願」を警察署に提出して認可を受けると、すぐさま息子の慶久とともに自動車に乗って田安邸と千駄ヶ谷の宗家邸に喪中の挨拶に行っている。その後も自動車に乗って色々な所へ行っている。
「最後の将軍」徳川慶喜は、辛亥革命による清朝崩壊・中華民国成立（1911年-1912年）やタイタニック号沈没事故（1912年）の時にもなお存命で、年下の明治天皇より長生きして大正時代の到来を見届け、大正2年（1913年）11月22日、（急性肺炎を併発した）感冒のために薨去した。享年77（満76歳25日）。大正天皇は侍従・海江田幸吉子爵を派遣し、祭資金2千円や幣帛と共に以下の勅語を伝達させた。

## 年譜
※明治5年までは天保暦長暦の月日表記。
- 弘化4年（1847年）
  - 9月1日、一橋家を相続する。
- 弘化4年（1848年）

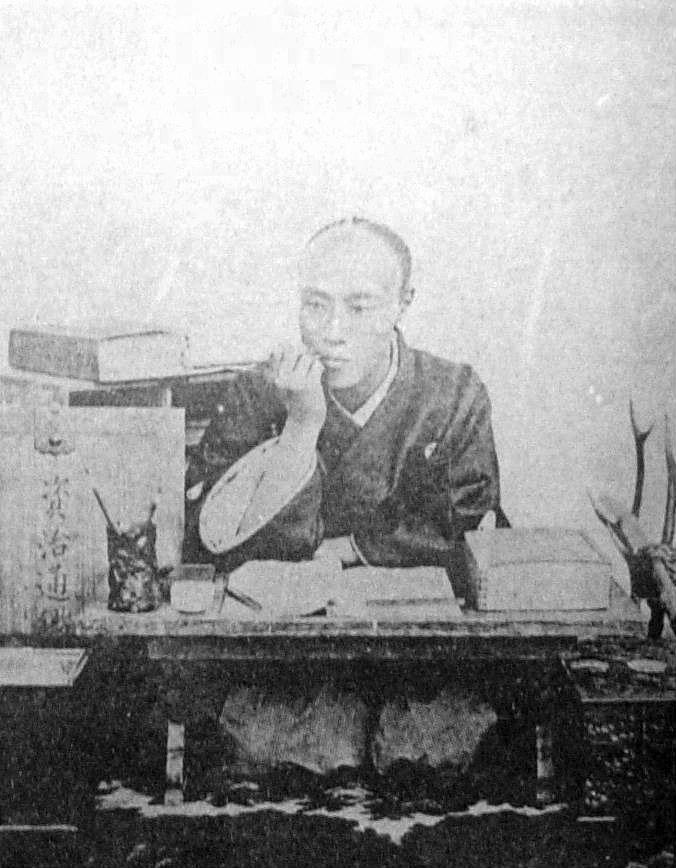
徳川慶喜

  - 12月1日、慶喜に改名。同日、従三位・左近衛権中将兼刑部卿叙任。
- 安政2年（1856年）12月3日、一条忠香の養女・美賀と結婚。参議に補任。
- 安政4年（1857年）、徳川家定の後継問題で有力候補となる。
- 安政6年（1859年）8月27日、安政の大獄において隠居謹慎蟄居の処分を受ける。
- 万延元年（1860年）9月4日、隠居謹慎蟄居解除。
- 文久2年（1862年）
  - 7月6日、一橋家を再相続。同日、（勅命を受け）将軍後見職就任。
  - 11月1日、権中納言に転任。
- 文久3年（1863年）12月、朝議参預就任。
- 元治元年（1864年）
  - 3月9日、朝議参預辞任。
  - 3月25日、将軍後見職辞任。同日、禁裏御守衛総督・摂海防禦指揮転職。禁門の変では、抗戦の指揮をとった。
- 慶応元年（1865年）、10月12日、従二位権大納言昇叙転任を固辞。
- 慶応2年（1866年）
  - 7月晦日、禁裏御守衛総督辞職。
  - 8月20日、徳川宗家相続。
- 慶応2年（1867年）
  - 12月5日、正二位・権大納言兼右近衛大将に叙任。同日、征夷大将軍就任。将軍就任と同時に内大臣以上の官位を兼務していた歴代14人の徳川将軍とは異なり、権大納言のままの将軍就任となった[注釈 14]。

- 慶応3年（1867年）

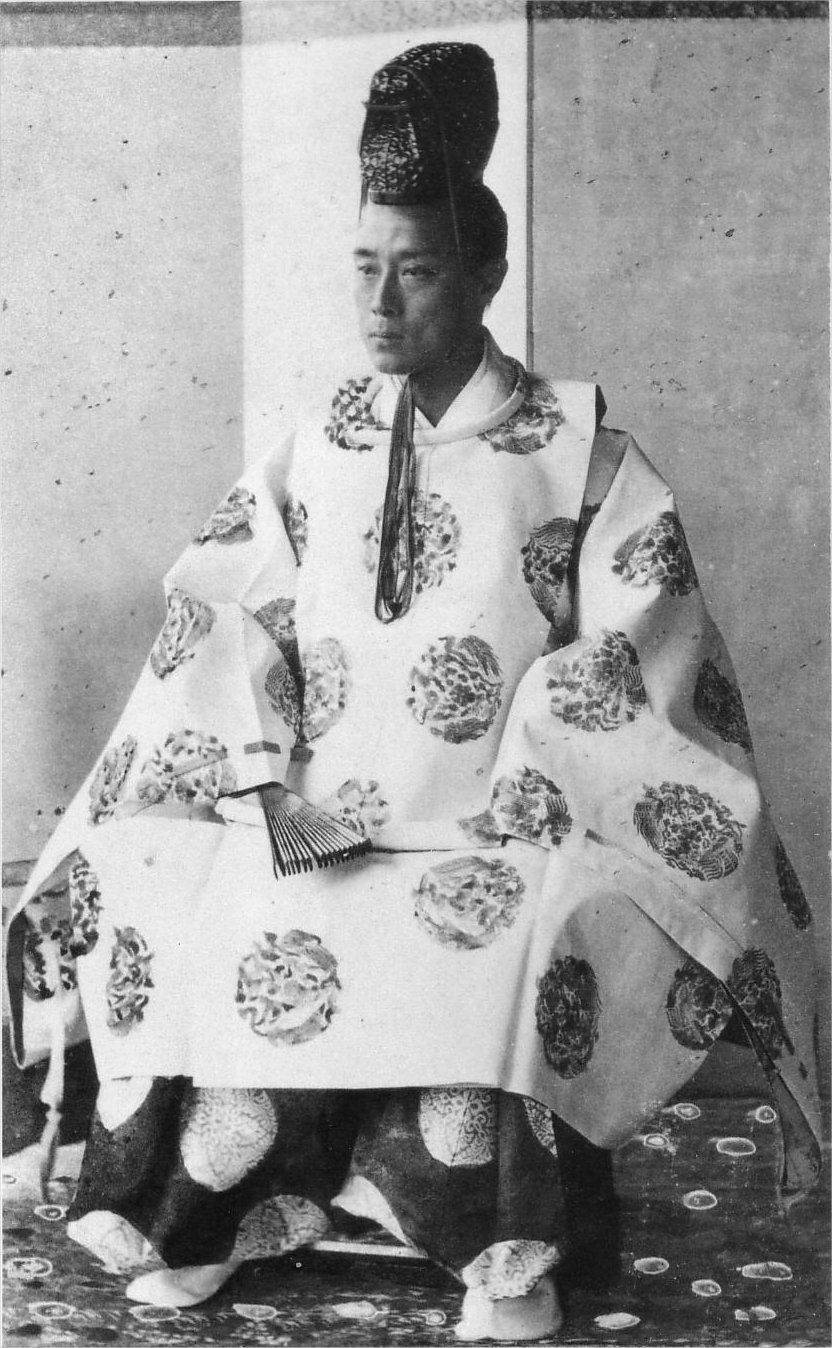
慶応3年（1867年）大阪での慶喜

  - 9月21日、内大臣転任。右近衛大将如元。
  - 10月14日、大政奉還。
- 慶応3年（1868年）
  - 12月9日、征夷大将軍職辞職。
- 慶応4年（1868年）
  - 2月12日 - 寛永寺大慈院にて謹慎[112]。
  - 4月11日、解官。
  - 4月15日 - 水戸藩（現在の茨城）の弘道館至善堂に謹慎[113]。
  - 7月19日 - 弘道館を出発[113]。
  - 7月23日 - 駿河（現在の静岡）の宝台院に謹慎[113]。
- 明治2年（1869年）
  - 9月28日 - 謹慎解除[113]。
  - 10月5日 - 静岡県静岡市葵区紺屋町の元代官屋敷（現在の浮月楼）に移住[113]。

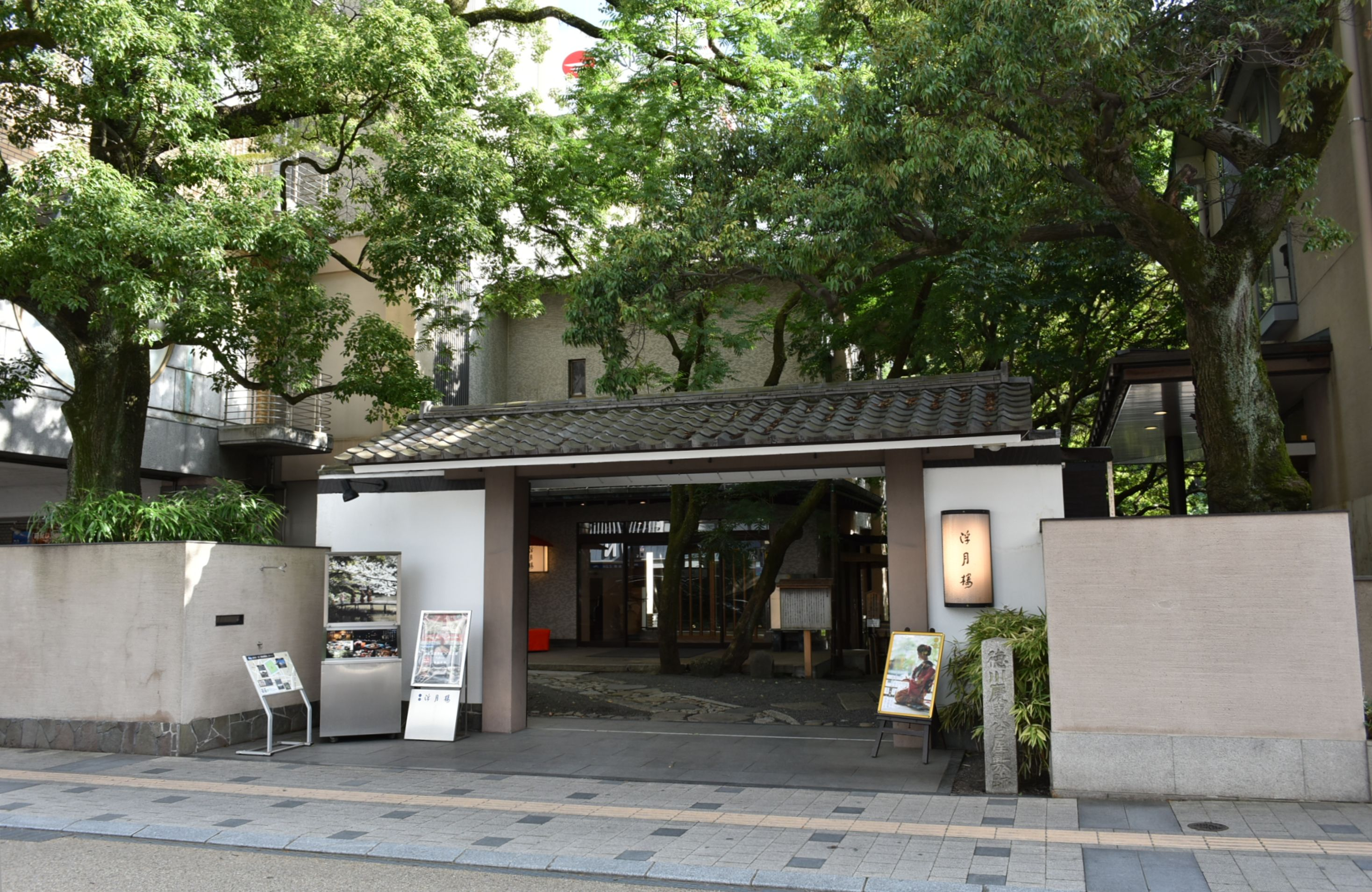
静岡市葵区にある徳川慶喜公屋敷跡（2018年7月10日撮影）

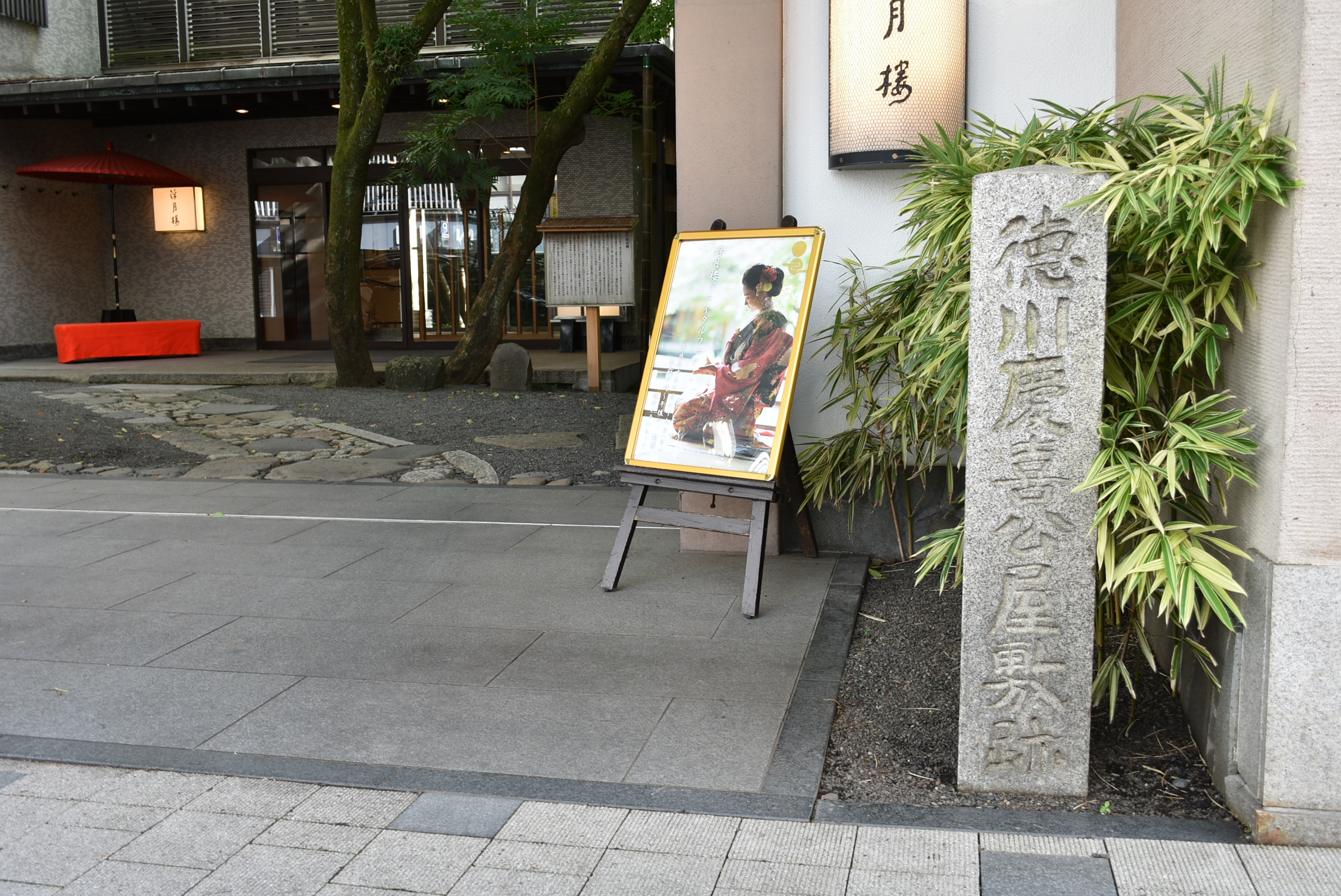
同左、石碑（2018年7月10日撮影）

- 明治5年（1872年）1月6日 - 従四位に復帰[113]。
- 明治13年（1880年）5月18日、正二位昇叙。
- 明治21年（1888年）
  - 3月6日 静岡県・静岡城下の西草深（現在の静岡県静岡市葵区西草深二七一番地、後に旧エンバーソン邸・静岡教会等・静岡英和女学院等が建てられた場所）に移住[114]。
  - 6月20日、従一位昇叙。
- 明治30年（1897年）11月19日、東京・巣鴨に移住。
- 明治31年（1898年）3月2日、明治天皇に30年5ヶ月ぶり（大政奉還以来）謁見[115]。

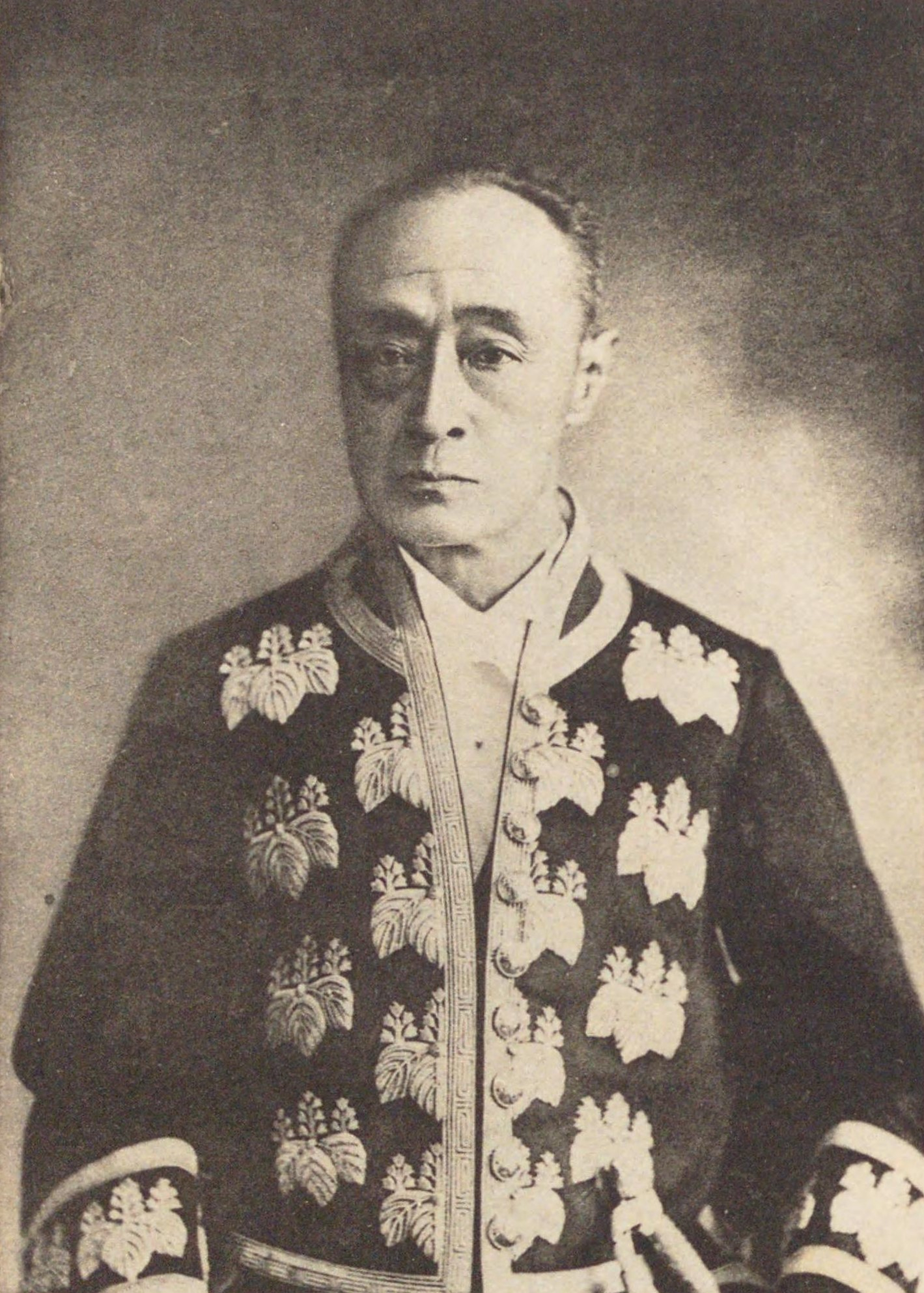
麝香間祗候在任時（公爵受爵前）の徳川慶喜

- 明治33年（1900年）6月22日、麝香間祗候[116]。
- 明治34年（1901年）12月24日 - 小日向第六天町に移転[117]。
- 明治35年（1902年）6月3日、公爵受爵。徳川宗家とは別に「徳川慶喜家」の創設を許された。貴族院議員就任。
- 明治41年（1908年）4月30日、大政奉還の功により、明治天皇から勲一等旭日大綬章を授与される。
- 明治43年（1910年）12月8日、慶久に家督を譲って貴族院議員を辞し、隠居。
- 大正2年（1913年）11月22日（午前4時10分）薨去。同日、勲一等旭日桐花大綬章を追贈される。

## 栄典
- 1906年（明治39年）4月1日 - 勲四等旭日小綬章[118]
- 1908年（明治41年）4月30日 - 勲一等旭日大綬章[119]
- 1913年（大正2年）11月22日 - 旭日桐花大綬章[120]

## 側近
- 中根長十郎 - 1863年に暗殺
- 平岡円四郎 - 1864年に暗殺
- 原市之進 - 1867年に暗殺
- 西周
- 土岐朝義

## 人物

### 名前
幼名は七郎麻呂（しちろうまろ、七郎麿とも）。元服後、初めは実父・徳川斉昭の1字を受けて松平昭致（あきむね）と名乗っていた。
寛保元年12月1日に元服した際、当時の将軍・徳川家慶から偏諱（「慶」の1字）を賜い、慶喜と改名した。旧臣であった渋沢栄一が編じた『徳川慶喜公伝』では、この時点ではよしのぶと読まれていたとしている。
将軍就任から3ヶ月たった慶応3年2月21日には、幕府が「慶喜」の読みは「よしひさ」であるという布告を行っている。この読みの変更について三浦直人は、かつて足利義教が「義宣（よしのぶ）」と名乗っていた際に、「世忍ぶ」に通じて不快であるため改名したという例と同様に、「よしのぶ」の音が「世忍ぶ」に通じていたためではないかとしている。本人によるアルファベット署名や英字新聞にも「Yoshihisa」の表記が残っている他、明治時代になってもよしひさという読みは一定程度使用されている。
しかし、その後は「よしのぶ」の読みが定着していった。明治・大正頃には学校でも「よしのぶ」の読みで教えられていたという回想がある。昭和期の国史大辞典においても「とくがわ よしのぶ」の読みがふられており、1998年のNHK大河ドラマ「徳川慶喜」でも「よしのぶ」と読まれている。
また、けいきという愛称も広く知られている。慶喜が将軍に就位したころのプロイセン王国公使マックス・フォン・ブラントは、その頃は反対派が慶喜を「けいき」と読んでいたとし、維新後には旧旗本が侮蔑の意味で「けいき」と呼んでいた記録もある。一方、慶喜本人は「けいき」と呼ばれるのを好んだらしく、弟・徳川昭武に当てた電報にも自身を「けいき」と名乗っている。慶喜の後を継いだ七男・慶久も慶喜と同様に周囲の人々から「けいきゅう様」と呼ばれていたといわれる。『朝日新聞』1917年2月13日号朝刊4面では、学習院での授業の際に教師が「よしのぶ」と読むと、生徒であった慶喜の孫が「いゝえうちの御祖父さまの名はケイキです」と抗議したという記録があり、慶喜の孫である榊原喜佐子の著書でも「けいき」のルビが振られている。また明治30年代には皇太子嘉仁親王（大正天皇）と親しくなり、「殿下」「けいきさん」と呼び合っていたという。司馬遼太郎は「『けいき』と呼ぶ人は旧幕臣関係者の家系に多い」としているが、倒幕に動いた肥後藩の関係者も「けいき」と呼んでいたことや福澤諭吉の『福翁自伝』でも、「慶喜さん」と書いて「けいき」と振り仮名を振っている箇所がある。現在でも静岡県などでは慶喜について好意的に言及する際に、「けいきさん」「けいき様」の呼び方が用いられることがある。
また、明治になって風月荘左衛門という京都府平民が編集・出版した節用辞書『永代日用新選明治節用無尽蔵』では、「のりよし」という訓みが記されている。

### 幼年時代
- 武芸や学問を学ぶことに関しては最高の環境で生まれ育ち、様々な武術の中から手裏剣術に熱心で、手裏剣の達人だった。大政奉還後も、毎日額に汗して手裏剣術の修練を行ない、手裏剣術の達人たちの中で最も有名な人物に数えられる。
- 寝相が悪く、躾に厳しかった父の斉昭が、寝相を矯正するために寝る際には枕の両側に剃刀の刃を立てさせた。本人は眠った時を見計らって剃刀は取り外すだろうと察知していたが、寝心地は悪く、これを繰り返していくうちに寝相の悪さを克服できた[132]。このことは、側近であった渋沢栄一の残す『昔夢会筆記』にも記述がある。慶応2年、29歳で将軍に就任したのちも、緊張感を保つためにこの習慣を続けていたという[133]。一方、成人してからは寝る際に暗殺対策として、妻妾2人とYの字になるよう3人で同衾していた[注釈 18]という逸話も伝えられる。また、利き手である右腕を守れるよう、右肩を下にして寝ていたともいう[133]。

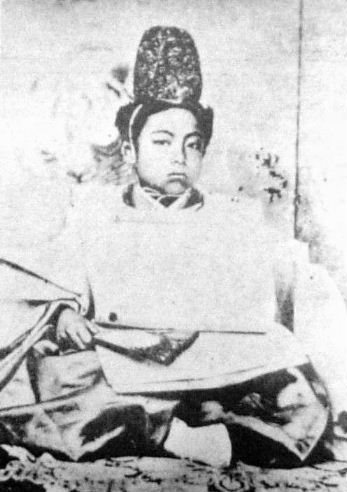
幼少期の慶喜とされる写真

- 幼少の頃の慶喜とされる写真が存在するが、彼が幼少の頃の日本に写真機はまだなかったと考えられるため、本人のものであるかどうかは疑わしい。

### 一橋家当主として
- 明治以降の慶喜はざっくばらんな性格で知られたが、江戸時代の頃から格式を軽んじることがある人物だったという。榎本武揚によれば当時将軍後見職だった慶喜に面会した際、それが最初の「御目通り」だったので「定めて式法など」が「厳格の事ならん」と思っていたところ、慶喜は一人で対応し「応接の平易にして言語の親しき」だったので、榎本は「ただただ喫驚の外はなかりき」という感想をもったという。さらにその後食事を共にした際も慶喜は自分で「酒瓶を執り、飯櫃を側に置いて、手づから飯を盛」ったため驚いたという。佐久間象山も慶喜と面会した際、慶喜が「もそと（もう少し）進み候へ、もそと進み候へ」と命じたために気が付けば象山は慶喜と3尺（1メートル弱）の距離まで近づいていたという。どれも厳格な身分制社会の江戸時代においては考えられないことだった[134]。
- 病に倒れた家茂の見舞いに訪れたことがあり、その時は普通に会話したという。
- 文久3年（1863年）末から翌年3月まで京都に存在した、雄藩最高実力者の合議制であった参預会議の体制は、参預諸侯間の意見の不一致からなかなか機能しなかったが、これを危惧した朝廷側の中川宮は、問題の不一致を斡旋しようと2月16日参預諸侯を自邸に招き、酒席を設けた。この席上、泥酔した慶喜は中川宮に対し、島津久光・松平春嶽・伊達宗城を指さして「この3人は天下の大愚物・大奸物であり、後見職たる自分と一緒にしないでほしい」と暴言を吐いた。この発言によって久光が完全に参預会議を見限る形となり、春嶽らが関係修復を模索するが、結局体制は崩壊となった。

### 将軍として
- 歴代徳川将軍で唯一、将軍として江戸城に入らなかった人物である。すでに将軍ではなくなっていた鳥羽伏見の戦いの敗戦後に初めて江戸城に入り、その後の謹慎までの短い時間を慌ただしく過ごしただけである[57]。
- 英邁さで知られ、実父斉昭の腹心・安島帯刀は、慶喜を「徳川の流れを清ましめん御仁」と評し、幕威回復の期待を一身に背負い鳴物入りで将軍位に就くと、「権現様の再来」とまでその英明を称えられた。慶喜の英明は倒幕派にも知れ渡っており、特に長州藩の桂小五郎は「一橋慶喜の胆略はあなどれない。家康の再来をみるようだ」と警戒していた。
- 鳥羽・伏見の戦い後の「敵前逃亡」など惰弱なイメージがあったが、大政奉還後に新たな近代的政治体制を築こうとしたことなどが近年クローズアップされ、加えて大河ドラマ『徳川慶喜』の放送などもあり、再評価する動きもある。
- 慶応の改革の一環として建築された横須賀製鉄所は明治政府に引き継がれ、現在もその一部が在日米軍の横須賀海軍施設ドックとして利用されている。また同時期に幕府陸軍の人員増強やフランス軍事顧問団の招聘が行われたことで、多くの幕臣が西洋式の軍事教育を受ける機会に恵まれた。その中から山岡鉄舟・大鳥圭介・津田真道など、のちに明治政府の官吏・軍人として活躍する人材が輩出されている。慶応の改革はその後の動乱の中で頓挫したものの日本の近代化に少なからず貢献した。
- 坂本龍馬は大政奉還後の政権を慶喜が主導することを想定していた、と指摘する研究者もいる[135]。司馬遼太郎の作品では「大樹（将軍）公、今日の心中さこそと察し奉る。よくも断じ給へるものかな、よくも断じ給へるものかな。予、誓ってこの公のために一命を捨てん」との龍馬の評価が引用された。これは坂崎紫瀾が著した容堂伝『鯨海酔候』や渋沢栄一らによって書かれた『徳川慶喜公伝』で紹介されている。ただし、慶喜自身が龍馬の存在を知ったのは明治になってからと言われる。

### 戊辰戦争
- 鳥羽・伏見の戦いの最中に大坂から江戸へ退去したことは「敵前逃亡」と敵味方から激しく非難された。この時、家康以来の金扇の馬印は置き忘れたが、お気に入りの愛妾は忘れずに同伴していた、と慶喜の惰弱さを揶揄する者もあった。しかしこの時、江戸や武蔵での武装一揆に抗する必要があったことや、慶喜が朝敵となったことによって諸大名の離反が相次いでおり、たとえ大坂城を守れても長期戦は必至で、諸外国の介入を招きかねなかったことから、やむを得なかったという見方もある。
- 新政府から朝敵に指定されるとすぐさま寛永寺に謹慎したことなどから、天皇や朝廷を重んじていたと考えられる（尊王思想である水戸学や、母親が皇族出身であることなどが多分に影響していると思われる）。

### 明治維新後

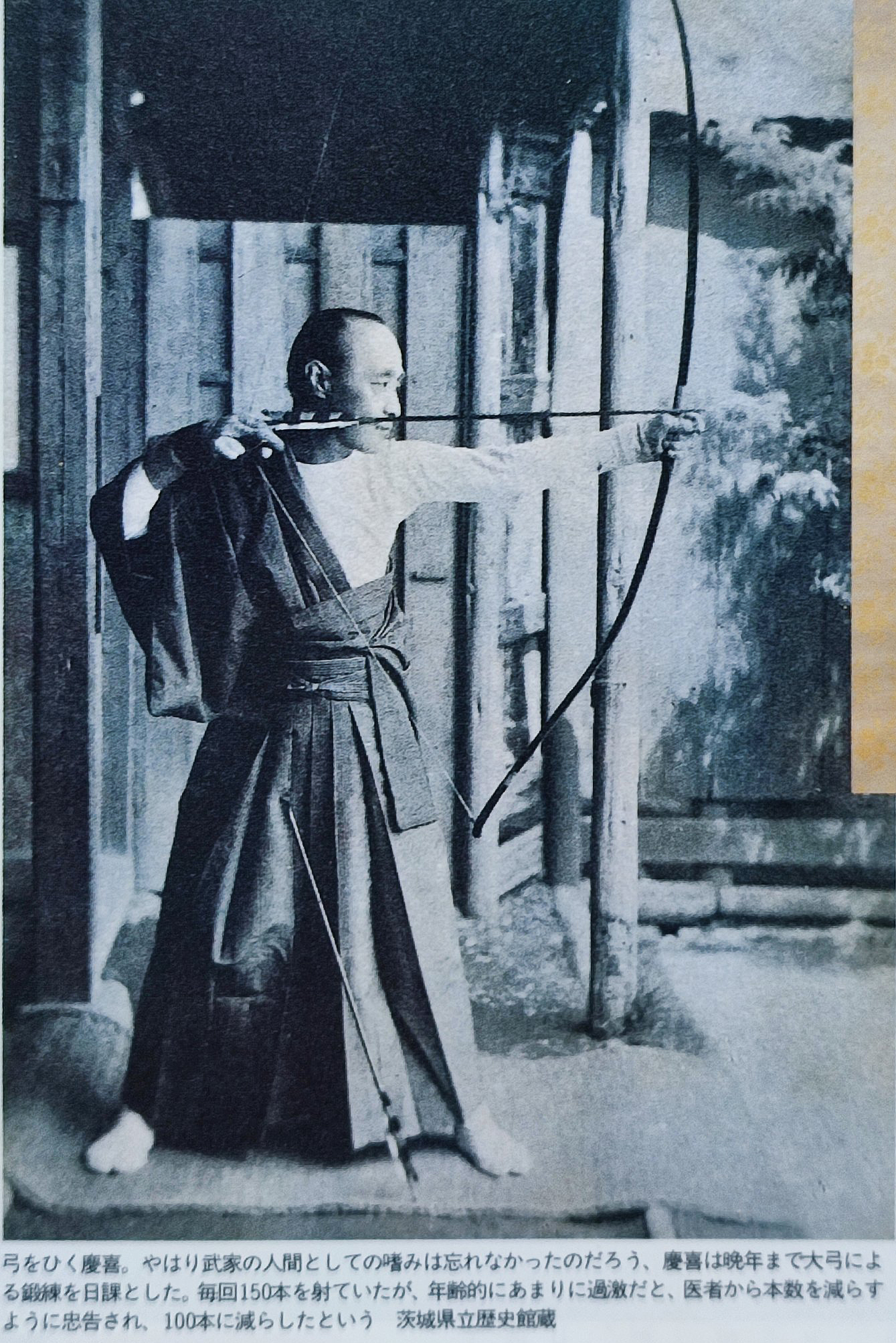
弓を引く慶喜。弓術は凝った趣味の一つで、77歳の春まで毎日弓を引き続けていたという。

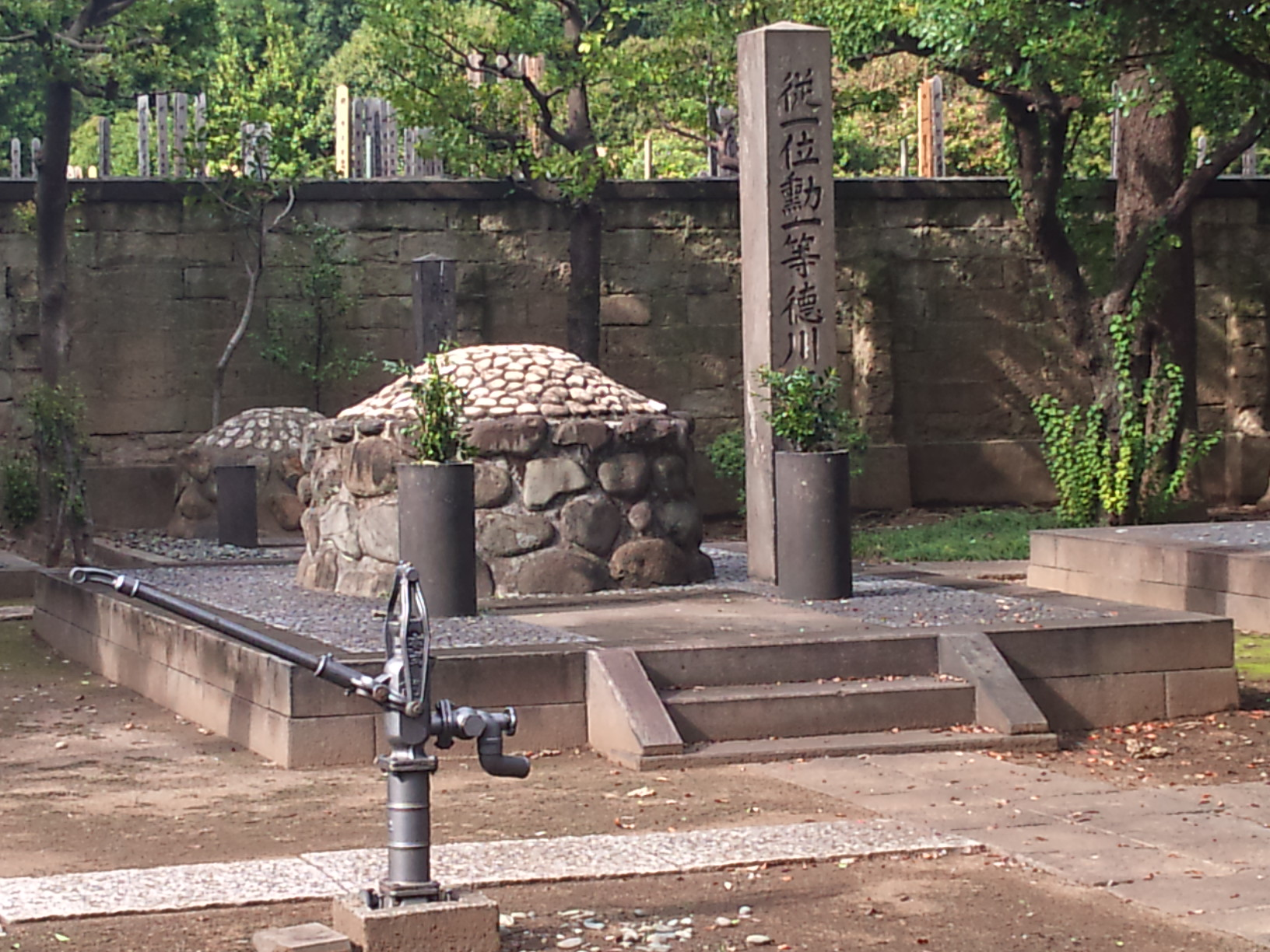
慶喜の墓

- 実業家の渋沢栄一は、一橋家の当主だった頃に家臣である平岡円四郎の推挙によって登用した家臣で、明治維新後も親交があった。渋沢は慶喜の晩年、慶喜の伝記の編纂を目指し、渋る慶喜を説得して直話を聞く「昔夢会」を開いた。これをまとめたのが『昔夢会筆記』である。座談会形式で記録されている一部の章では、老齢の慶喜の肉声を聞くことができる。「島津久光はあまり好きじゃなかった」「鍋島直正はずるい人だった」「長州は最初から敵対していたから許せるが、薩摩は裏切ってゆるせない」と本音を漏らすなど、彼の性格と当時の心境が窺える。慶喜の死後、こうした資料を基に『徳川慶喜公伝』が作られた。
- 明治31年（1898年）皇居に参内し、明治天皇に謁見した慶喜は「浮き世のことはしかたない」と言ったので、天皇は胸のつかえをおろした[137]。
- 幕末が遠い過去のことになり、客観的な評価が増えてきた明治20年代頃から慶喜の再評価論が高まった。慶喜が徹底して恭順、謹慎し、江戸無血開城などを断行したことで、幕府軍と政府軍の全面内戦は回避され、比較的円滑に政権を移譲することができた。だからこそ近代日本の独立性は保たれ、明治維新へ大いに貢献したと考えられたためである[138]。
  - 渋沢栄一、萩野由之は、慶喜の恭順により、京都や江戸が焦土となることを免れ、又フランスの援助を拒絶したため、外国が介入しなかったとし、明治維新最大の功績者の一人であったと述べた。特に渋沢は、安政の大獄と明治維新の際の謹慎の態度を高く評価している[139][140]。
  - 鳥谷部春汀は、第二の関ヶ原の戦いを回避できたのは慶喜の功績であるなど、行跡・人格・才能とともに日本史上最大の人物の一人であると記している[141]。
  - 勝海舟は、慶喜が皇居参内の翌日にわざわざ訪ねて礼を言ったため、生きていた甲斐があったとうれし涙をこぼし、品位を保ち無闇に旧大名と行き来しないようという忠告には、その通りにしますと言われ、書も頼まれたため、うれし涙を飲み込み、さすが水戸家で養育された方だけあると感心した[142]。
  - 菊池謙二郎は『水戸学論藪』において「ああ他人をして慶喜公の地位に在らしめたらどうであったろう。（略）一意皇室を思い国家を憂えられた其の至誠は、何人が企及し得る所であろうか」と評価している[143]。
- 政治家では伊藤博文に共感を感じるところが多かったという。渋沢栄一によれば、有栖川宮邸での饗宴の席上で慶喜と話をした伊藤も慶喜のことを「悧巧な人物だ。大層感心した」と褒めていたという。明治42年（1909年）10月に伊藤がハルビン駅で安重根に暗殺され、その遺体が11月1日に新橋駅へ戻ってきた際には出迎えに立っている。その翌日には「御棺拝」のために霊南坂の官邸に赴き、4日の葬儀にも出席している[144]。
- 朝敵とされた自分を赦免した上、華族の最高位である公爵を親授した明治天皇に感謝の意を示すため、慶喜は自分の葬儀を仏式ではなく神式で行うよう遺言した。このため、慶喜の墓は徳川家菩提寺である増上寺でも寛永寺でもなく、谷中霊園に皇族のそれと同じような円墳が建てられた。京都で歴代天皇陵が質素であることを見て感動したためである[121]。

## 偏諱を与えた人物
- 細川喜廷（細川護久）
- 松平喜徳（実弟）

## 逸話
- 肉食が普及していなかった当時において、父・斉昭と同じく薩摩産の豚肉が好物で、豚一様（ぶたいちさま、「豚肉がお好きな一橋様」の意）と揶揄された。
- 西洋の文物にも関心を寄せ、晩年はパンと牛乳を好み、カメラによる写真撮影・釣り・自転車・顕微鏡・油絵・手芸（刺繍）などの趣味に興じた。
- 将軍時代の慶応3年（1867年）3月から、西周にフランス語を習い、すぐに初歩は理解したが、多忙なため学習を断念した[121]。
- 攘夷論をめぐり、孝明天皇の側近である中川宮が前日の会談での発言を撤回していることを知った26歳の時、茶碗5杯ほどの冷酒を飲み、帯刀して馬で中川宮邸に押し入り、「殺しに来た！」と詰め寄るもなだめられ、茶を勧められると「自分で買って飲む」と言った。
- 鳥羽・伏見の戦いにおいて軍艦開陽丸で江戸へ退却後、江戸城に入った慶喜は、鰻の蒲焼を取り寄せるように奥詰の者に命じ、2分の金を渡したが、時期はずれで1両でなければ入手できず、自らの金を加えて買いもとめた。また慶喜から鮪の刺身を食べたいとの指示があったが、食中毒をおそれて刺身を食膳にあげた例はなく、そのため刺身を味噌づけにして食膳にそなえた。
- 静岡に住んでいる時、家臣たちと一緒に愛用の自転車でサイクリングした（家臣たちは走っていた）。その自転車を購入した自転車店は、現在の静岡市葵区紺屋町にあり、近年まで営業していた。走る家臣のため、靴を買うようにと4人に3円ずつ支給した[145]。四男の厚と五男の博にも自転車を買い与えており、運転は彼らの方がうまかった[145]。美人に見惚れて電柱にぶつかったという話もある。

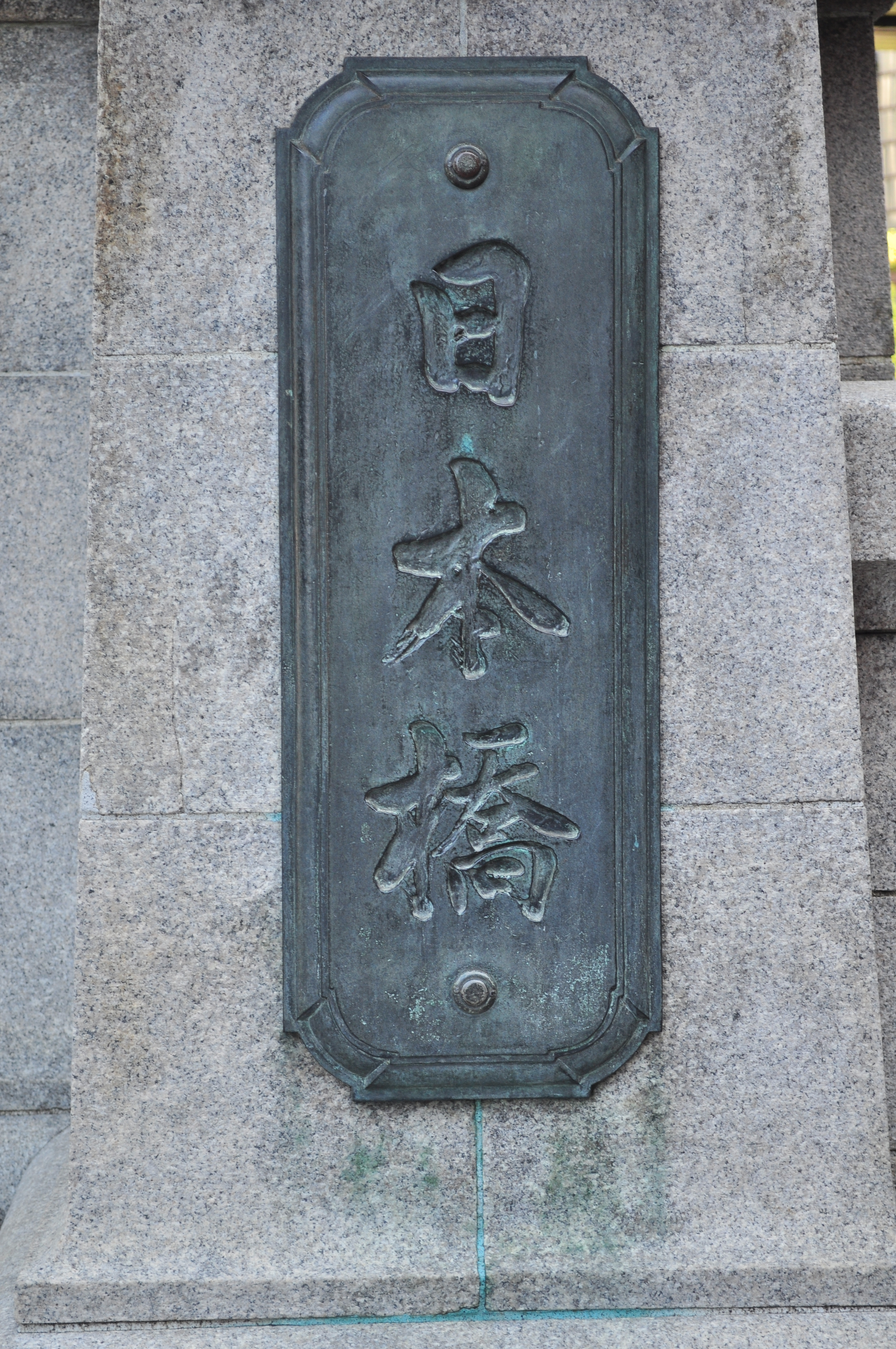
日本橋の橋柱銘板（慶喜の揮毫）

- 東京・墨田区の向島百花園には慶喜が書いた「日本橋」の文字が彫られた石柱が保存されている。現行の橋への架替前まで使われていたものであり、現在の日本橋も橋柱銘板の揮毫は慶喜の書である。

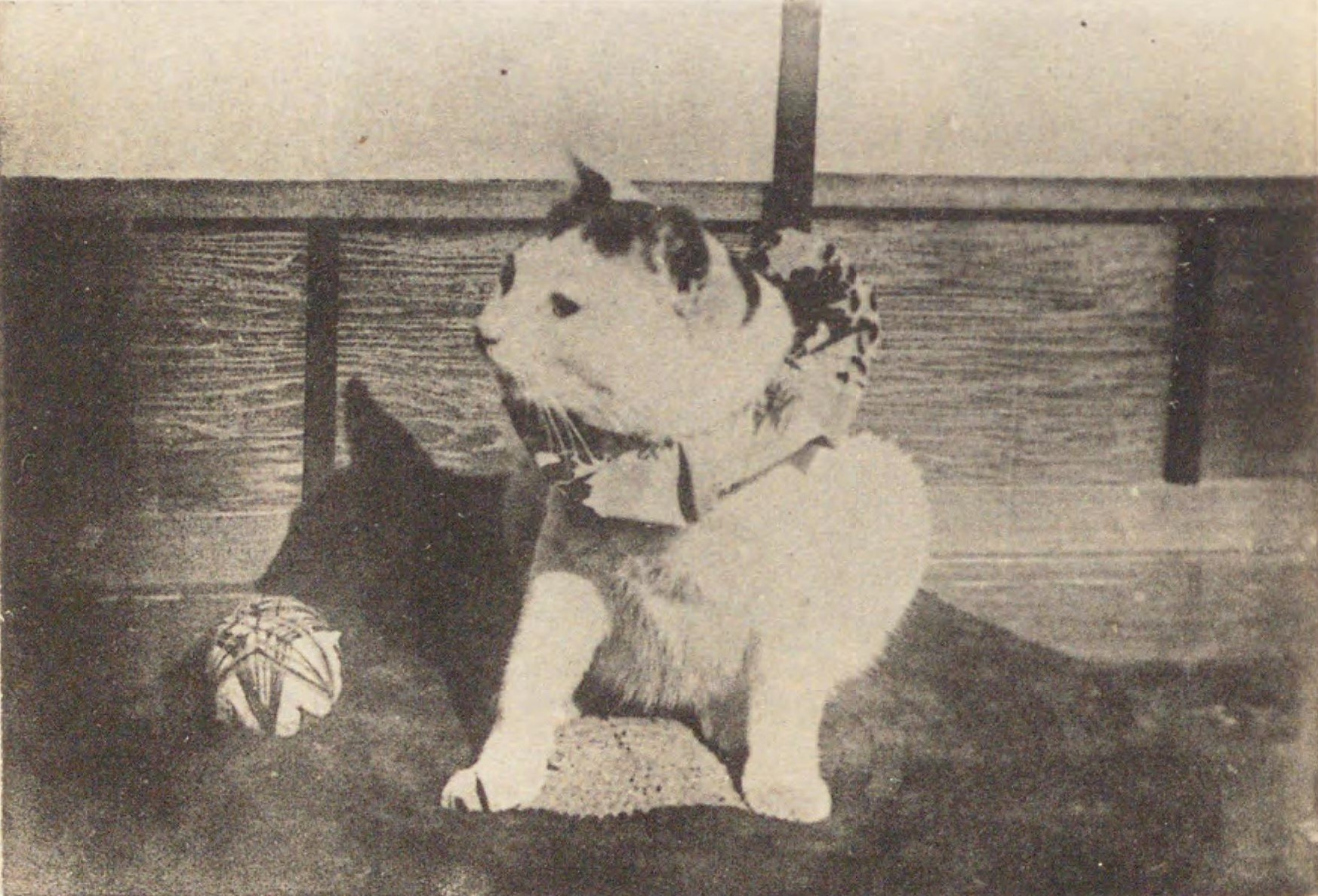
愛猫を撮影した写真「静岡猫ハン」（茨城県立歴史館蔵）。

- 写真撮影が趣味であり、写真家の徳田孝吉に技術を学び、日常風景など数多くの写真を残した[147]。なお、曾孫の徳川慶朝はフリーのカメラマンであり、彼によって慶喜の撮影分も含めて慶喜家に所蔵されていた写真類が発見され、整理と編集を行なった上で出版された。バラエティ番組『トリビアの泉 〜素晴らしきムダ知識〜』で取り上げられた際に華族向け写真雑誌『華影』で入選第二等作品になった『無題』をプロ写真家である加納典明に誰の写真か伏せた上で見せると「ダメです。牧歌的な風景を撮っているわけだけど、アートしてふあっと見てふっと感じるものがないね。写真という行為をただしたというだけみたいな感じだな。写真としてはダメ」と酷評されている[148]。写真家の長野重一は腕前はセミプロ並みとの評価であるが、写真集『将軍が撮った明治』（朝日新聞社）を見る限り、写真が芸術性を帯びてくるのは晩年からであり、単に日記代わりとして撮っていたと評価している。とはいえ、写真そのものがまだ一般的ではなかった時代に撮られた写真の数々は、当時の様子を伝える極めて貴重かつ重要な資料の一つとして再評価されている。また異母弟・昭武も写真を趣味としており、交流を深めるきっかけとなった[149]。明治28年（1895年）に静岡学問所の教授エドワード・ウォーレン・クラークから慶喜邸の写真を撮らせてほしいと願われたが、これは断っている[150]。
- 油絵も嗜み、慶喜作とされる油彩画が10点弱確認されている[注釈 19]。最初は武家のならいで、狩野派の狩野探淵に絵を学んだ後、静岡では開成所で西洋画法を身につけた中島仰山（鍬次郎）を召して油絵を学んだ。当時は元将軍であっても西洋画材は入手しづらく、時には似たもので代用したという。慶喜の絵は、複数の手本を寄せ集めて絵を構成しており、その結果遠近法や陰影法が不揃いで、画面全体の統一を欠くことが多い。反面、樹の枝や草、岩肌、衣の襞など、細部描写は丁寧で、現代の目では不思議な印象を与える絵となっている。モチーフに川や山がよく登場することや、絵から絵を作る作画方法から、油絵という西洋の画法を使いつつも、作画姿勢は山水画を貴ぶ近世の文人の意識が強く残っているといえる。なお、慶喜の風景画のほとんどに決まって橋が描かれており、近世から近代への橋渡しをした慶喜と故ありげな符合である[151]。明治6年（1873年）にエドワード・ウォーレン・クラークから油絵をもらったときには、お返しに大火鉢を送っている[152]。
- 趣味の一つである囲碁も相当の実力で、プロ棋士の福井正明は現代ならアマチュア4～5段はあると評している。当時、政界でトップクラスの打ち手であった大隈重信とも対局し、その強さ、気品、大局観で大隈を驚かせている[153]。
- 北海道江差町の国道229号に、名前にちなんだ「慶喜トンネル」が存在する。
- 大正5年（1916年）に徳川慶久により『徳川慶喜公歌集』が編纂され、平成25年（2013年）に松戸市戸定歴史館から解題などを付けた復刻本が限定500部で刊行された[154]。
- 関東大震災で多数の蔵書を焼失した東京大学附属図書館のため、紀州徳川家の蔵書を基とした10万点に及ぶ『南葵文庫』が、当時の当主徳川頼倫により寄贈された。この時、一緒に慶喜筆の「南葵文庫」という額が送られ、現在も同館の1階に懸けられている[155]。
- 慶喜は大政奉還後に静岡（現在の静岡市葵区）へ移住した。最初は紺屋町（現在の浮月楼）に住んでいたが、さらに西草深（のちに葵ホテルとなり、また旧エンバーソン邸・静岡教会・静岡英和女学院等が建てられた場所）に転居している。この転居の理由は「東海道線開通に伴う騒音」と言われている。
- 慶喜は西草深に新築される新居の完成が待ち遠しかったらしく、自ら自転車で頻繁に見に行っている[156]。

## 評価
- 松平春嶽 「衆人に勝れたる人才なり。しかれども自ら才略のあるを知りて、家定公の嗣とならん事を、ひそかに望めり」[157]
- 西郷隆盛 「確かに人材ではあるが決断力を欠いていられるようである」[158]
- 木戸孝允 「一橋の胆略、決して侮るべからず。もし今にして、朝政挽回の機を失ひ、幕府に先を制せらるる事あらば、実に家康の再生を見るが如し」[159]
- 伊藤博文 「実は君（渋沢栄一）から慶喜公の人となりを屡々聞かされたが、それほど偉い人とは思っていなかった。しかし昨夜の対談で全く感服してしまった。実に偉い人だ。あれ（大政奉還した理由について）が吾々あらば、自分というものを言い立てて、後からの理屈を色々つける所だが、慶喜公には微塵もそんな気色なく、如何にも素直にいわれたのには実に敬服した」[160]
- 大隈重信 「公は人に接する温和にして襟度の英爽たる。老いてなお然り、以て壮年の時を想望すべし。その神姿儁厲にして眼光人を射、犯すべからさる容あり。静黙にして喜怒を濫りにせず、事情を述べ、事理を判するに当たりては、言語明晰にして、よく人を服せしむ。これを以て至険至難の際に立って、名望を集めて失わず、幕府の終局を完結して、維新の昌運を開かれたるは、決して偶然にあらず」[161]
- 渋沢栄一 「公は世間から徳川の家を潰しに入ったとか、命を惜しむとかさまざまに悪評を受けられたのを一切かえりみず、何の言い訳もされなかったばかりか、今日に至ってもこのことについては何もいわれません。これは実にその人格の高いところで、私の敬慕にたえないところです」[162]
- アーネスト・サトウ「将軍は、私がこれまで見た日本人の中で最も貴族的な容貌をそなえた一人で、色が白く、前額が秀で、くっきりした鼻つき——の立派な紳士であった」[163]

## 家庭・親族
- 正室：一条美賀（維新後に美賀子と改名、安政2年12月3日結婚、今出川公久女、一条忠香養女、天保6年7月19日 - 明治27年7月9日）慶喜は最初、一条忠香の娘一条輝子と婚約したが、輝子が天然痘となったため、急遽美賀子を一条家の養女にして嫁がせた[164]。
  - 女子：瓊光院殿池水影現大童女（安政5年7月16日 - 20日）この子を含め計4人の女児を儲けたが育たなかった[164]。
- 側室：一色須賀（一色貞之助定住長女、天保9年4月26日 - 昭和4年10月7日）正室美賀の元侍女
- 側室：新村信（松平政隆女、新村猛雄養女、嘉永5年頃 - 明治38年2月8日）慶喜の側室は30人いたが、水戸から静岡に移る際に信と幸の二名に絞られた[165]。
  - 長男：敬事（明治4年6月29日 - 明治5年5月22日）
  - 長女：鏡子（明治20年3月23日結婚、徳川達孝室、明治6年6月2日 - 明治26年9月29日）
  - 三女：鉄子（明治23年12月30日結婚、徳川達道（一橋茂栄の子）室、明治8年10月27日 - 大正10年12月10日）
  - 五男：博（鳥取藩池田家第14代当主・池田仲博、侯爵・貴族院議員、大正天皇侍従長、明治23年2月25日池田輝知養子、明治10年8月28日 - 昭和23年1月1日）
  - 六男：斉（明治11年8月17日 - 11月28日）
  - 六女：良子（明治13年8月24日 - 9月29日）
  - 九女：経子（明治30年1月9日結婚、伏見宮博恭王妃、明治15年9月23日 - 昭和14年8月18日）
  - 七男：慶久（公爵・貴族院議員、華族世襲財産審議会議長、明治17年9月2日 - 大正11年1月22日）
  - 十一女：英子（明治44年4月29日結婚、徳川圀順室、明治20年3月22日 - 大正13年7月5日）
  - 十男：精（伯爵、浅野セメント重役、明治32年1月20日勝小鹿婿養子、明治21年8月23日 - 昭和7年7月11日）
- 側室：中根幸（中根芳三郎長女、嘉永4年頃 - 大正4年12月29日）
  - 次男：善事（明治4年9月8日 - 明治5年3月10日）
  - 三男：琢磨（明治5年10月5日 - 明治6年7月5日）
  - 四男：厚（男爵・貴族院議員、東明火災保険取締役、明治7年2月21日 - 昭和5年6月12日）
  - 次女：金子（明治8年4月3日 - 明治8年7月22日）
  - 四女：筆子（明治28年12月26日結婚、蜂須賀正韶室、明治9年7月17日 - 明治40年11月30日）
  - 五女：脩子（明治11年8月17日 - 明治11年10月8日）
  - 七女：浪子（明治28年12月7日結婚、松平斉（松平斉民の九男）室、明治13年9月17日 - 昭和29年1月13日）
  - 八女：国子（明治34年5月7日結婚、大河内輝耕（大河内輝声の長男）室、明治15年1月23日 - 昭和17年9月11日）
  - 十女：糸子（明治39年5月19日結婚、四条隆愛室、明治16年9月18日 - 昭和28年10月11日）
  - 死産：男子（明治17年8月22日死産）
  - 八男：寧（明治18年9月22日 - 明治19年7月2日）
  - 九男：誠（男爵・貴族院議員、明治20年10月31日 - 昭和43年11月11日）
  - 死産：女子（明治24年6月2日死産）
- 外妾：お芳（新門辰五郎女）

### 血筋
徳川秀忠と松平信康の女系子孫である。
|          |          |          |          |          |          |  |  |          |          |          |          |          |          |  |  | 本多忠勝 | 本多忠勝 | 本多忠勝 | 本多忠勝 | 本多忠勝 | 本多忠勝 |  |  | 本多忠政 | 本多忠政 | 本多忠政 | 本多忠政 | 本多忠政 | 本多忠政 |  |  |          |      |      |      |      |      |  |  |      |      |      |      |      |      |  |  |          |          |          |          |          |          |  |  |          |          |          |          |          |          |  |  |      |      |      |      |      |      |  |  |          |          |          |          |          |          |  |  |          |          |          |          |          |          |  |  |          |          |          |          |          |          |  |  |          |          |          |          |          |          |  |  |
|          |          |          |          |          |          |  |  |          |          |          |          |          |          |  |  | 本多忠勝 | 本多忠勝 | 本多忠勝 | 本多忠勝 | 本多忠勝 | 本多忠勝 |  |  | 本多忠政 | 本多忠政 | 本多忠政 | 本多忠政 | 本多忠政 | 本多忠政 |  |  |          |      |      |      |      |      |  |  |      |      |      |      |      |      |  |  |          |          |          |          |          |          |  |  |          |          |          |          |          |          |  |  |      |      |      |      |      |      |  |  |          |          |          |          |          |          |  |  |          |          |          |          |          |          |  |  |          |          |          |          |          |          |  |  |          |          |          |          |          |          |  |  |
|          |          |          |          |          |          |  |  |          |          |          |          |          |          |  |  |          |          |          |          |          |          |  |  |          |          |          |          |          |          |  |  | 本多忠刻 |      |      |      |      |      |  |  |      |      |      |      |      |      |  |  |          |          |          |          |          |          |  |  |          |          |          |          |          |          |  |  |      |      |      |      |      |      |  |  |          |          |          |          |          |          |  |  |          |          |          |          |          |          |  |  |          |          |          |          |          |          |  |  |          |          |          |          |          |          |  |  |
|          |          |          |          |          |          |  |  |          |          |          |          |          |          |  |  |          |          |          |          |          |          |  |  |          |          |          |          |          |          |  |  |          |      |      |      |      |      |  |  |      |      |      |      |      |      |  |  |          |          |          |          |          |          |  |  |          |          |          |          |          |          |  |  |      |      |      |      |      |      |  |  |          |          |          |          |          |          |  |  |          |          |          |          |          |          |  |  |          |          |          |          |          |          |  |  |          |          |          |          |          |          |  |  |
|          |          |          |          |          |          |  |  | 織田信長 | 織田信長 | 織田信長 | 織田信長 | 織田信長 | 織田信長 |  |  | 徳姫     | 徳姫     | 徳姫     | 徳姫     | 徳姫     | 徳姫     |  |  |          |          |          |          |          |          |  |  |          |      |      |      |      |      |  |  |      |      |      |      |      |      |  |  |          |          |          |          |          |          |  |  |          |          |          |          |          |          |  |  |      |      |      |      |      |      |  |  |          |          |          |          |          |          |  |  |          |          |          |          |          |          |  |  |          |          |          |          |          |          |  |  |          |          |          |          |          |          |  |  |
|          |          |          |          |          |          |  |  | 織田信長 | 織田信長 | 織田信長 | 織田信長 | 織田信長 | 織田信長 |  |  | 徳姫     | 徳姫     | 徳姫     | 徳姫     | 徳姫     | 徳姫     |  |  |          |          |          |          |          |          |  |  |          |      |      |      |      |      |  |  |      |      |      |      |      |      |  |  |          |          |          |          |          |          |  |  |          |          |          |          |          |          |  |  |      |      |      |      |      |      |  |  |          |          |          |          |          |          |  |  |          |          |          |          |          |          |  |  |          |          |          |          |          |          |  |  |          |          |          |          |          |          |  |  |
|          |          |          |          |          |          |  |  |          |          |          |          |          |          |  |  |          |          |          |          |          |          |  |  | 久仁姫   |          |          |          |          |          |  |  |          |      |      |      |      |      |  |  |      |      |      |      |      |      |  |  |          |          |          |          |          |          |  |  |          |          |          |          |          |          |  |  |      |      |      |      |      |      |  |  |          |          |          |          |          |          |  |  |          |          |          |          |          |          |  |  |          |          |          |          |          |          |  |  |          |          |          |          |          |          |  |  |
|          |          |          |          |          |          |  |  |          |          |          |          |          |          |  |  |          |          |          |          |          |          |  |  |          |          |          |          |          |          |  |  |          |      |      |      |      |      |  |  |      |      |      |      |      |      |  |  |          |          |          |          |          |          |  |  |          |          |          |          |          |          |  |  |      |      |      |      |      |      |  |  |          |          |          |          |          |          |  |  |          |          |          |          |          |          |  |  |          |          |          |          |          |          |  |  |          |          |          |          |          |          |  |  |
|          |          |          |          |          |          |  |  |          |          |          |          |          |          |  |  | 松平信康 | 松平信康 | 松平信康 | 松平信康 | 松平信康 | 松平信康 |  |  |          |          |          |          |          |          |  |  |          |      |      |      |      |      |  |  | 勝姫 | 勝姫 | 勝姫 | 勝姫 | 勝姫 | 勝姫 |  |  | 池田綱政 | 池田綱政 | 池田綱政 | 池田綱政 | 池田綱政 | 池田綱政 |  |  | 池田政純 | 池田政純 | 池田政純 | 池田政純 | 池田政純 | 池田政純 |  |  | 静子 | 静子 | 静子 | 静子 | 静子 | 静子 |  |  | 一条溢子 | 一条溢子 | 一条溢子 | 一条溢子 | 一条溢子 | 一条溢子 |  |  | 徳川治紀 | 徳川治紀 | 徳川治紀 | 徳川治紀 | 徳川治紀 | 徳川治紀 |  |  | 徳川斉昭 | 徳川斉昭 | 徳川斉昭 | 徳川斉昭 | 徳川斉昭 | 徳川斉昭 |  |  | 徳川慶喜 | 徳川慶喜 | 徳川慶喜 | 徳川慶喜 | 徳川慶喜 | 徳川慶喜 |  |  |
|          |          |          |          |          |          |  |  |          |          |          |          |          |          |  |  |          | 松平信康 | 松平信康 | 松平信康 | 松平信康 | 松平信康 |  |  |          |          |          |          |          |          |  |  |          |      |      |      |      |      |  |  | 勝姫 | 勝姫 | 勝姫 | 勝姫 | 勝姫 | 勝姫 |  |  | 池田綱政 | 池田綱政 | 池田綱政 | 池田綱政 | 池田綱政 | 池田綱政 |  |  | 池田政純 | 池田政純 | 池田政純 | 池田政純 | 池田政純 | 池田政純 |  |  | 静子 | 静子 | 静子 | 静子 | 静子 | 静子 |  |  | 一条溢子 | 一条溢子 | 一条溢子 | 一条溢子 | 一条溢子 | 一条溢子 |  |  | 徳川治紀 | 徳川治紀 | 徳川治紀 | 徳川治紀 | 徳川治紀 | 徳川治紀 |  |  | 徳川斉昭 | 徳川斉昭 | 徳川斉昭 | 徳川斉昭 | 徳川斉昭 | 徳川斉昭 |  |  | 徳川慶喜 | 徳川慶喜 | 徳川慶喜 | 徳川慶喜 | 徳川慶喜 | 徳川慶喜 |  |  |
| 織田信秀 | 織田信秀 | 織田信秀 | 織田信秀 | 織田信秀 | 織田信秀 |  |  | 徳川家康 | 徳川家康 | 徳川家康 | 徳川家康 | 徳川家康 | 徳川家康 |  |  |          |          |          |          |          |          |  |  |          |          |          |          |          |          |  |  |          |      |      |      |      |      |  |  |      |      |      |      |      |      |  |  |          |          |          |          |          |          |  |  |          |          |          |          |          |          |  |  |      |      |      |      |      |      |  |  |          |          |          |          |          |          |  |  |          |          |          |          |          |          |  |  |          |          |          |          |          |          |  |  |          |          |          |          |          |          |  |  |
| 織田信秀 | 織田信秀 | 織田信秀 | 織田信秀 | 織田信秀 | 織田信秀 |  |  | 徳川家康 | 徳川家康 | 徳川家康 | 徳川家康 | 徳川家康 | 徳川家康 |  |  |          |          |          |          |          |          |  |  |          |          |          |          |          |          |  |  |          |      |      |      |      |      |  |  |      |      |      |      |      |      |  |  |          |          |          |          |          |          |  |  |          |          |          |          |          |          |  |  |      |      |      |      |      |      |  |  |          |          |          |          |          |          |  |  |          |          |          |          |          |          |  |  |          |          |          |          |          |          |  |  |          |          |          |          |          |          |  |  |
|          |          |          |          |          |          |  |  |          |          |          |          |          |          |  |  | 徳川秀忠 |          |          |          |          |          |  |  |          |          |          |          |          |          |  |  |          |      |      |      |      |      |  |  |      |      |      |      |      |      |  |  |          |          |          |          |          |          |  |  |          |          |          |          |          |          |  |  |      |      |      |      |      |      |  |  |          |          |          |          |          |          |  |  |          |          |          |          |          |          |  |  |          |          |          |          |          |          |  |  |          |          |          |          |          |          |  |  |
|          |          |          |          |          |          |  |  |          |          |          |          |          |          |  |  |          |          |          |          |          |          |  |  |          |          |          |          |          |          |  |  |          |      |      |      |      |      |  |  |      |      |      |      |      |      |  |  |          |          |          |          |          |          |  |  |          |          |          |          |          |          |  |  |      |      |      |      |      |      |  |  |          |          |          |          |          |          |  |  |          |          |          |          |          |          |  |  |          |          |          |          |          |          |  |  |          |          |          |          |          |          |  |  |
|          |          |          |          |          |          |  |  | お市     | お市     | お市     | お市     | お市     | お市     |  |  |          |          |          |          |          |          |  |  |          |          |          |          |          |          |  |  | 千姫     | 千姫 | 千姫 | 千姫 | 千姫 | 千姫 |  |  |      |      |      |      |      |      |  |  |          |          |          |          |          |          |  |  |          |          |          |          |          |          |  |  |      |      |      |      |      |      |  |  |          |          |          |          |          |          |  |  |          |          |          |          |          |          |  |  |          |          |          |          |          |          |  |  |          |          |          |          |          |          |  |  |
|          |          |          |          |          |          |  |  | お市     | お市     | お市     | お市     | お市     | お市     |  |  |          |          |          |          |          |          |  |  |          |          |          |          |          |          |  |  | 千姫     | 千姫 | 千姫 | 千姫 | 千姫 | 千姫 |  |  |      |      |      |      |      |      |  |  |          |          |          |          |          |          |  |  |          |          |          |          |          |          |  |  |      |      |      |      |      |      |  |  |          |          |          |          |          |          |  |  |          |          |          |          |          |          |  |  |          |          |          |          |          |          |  |  |          |          |          |          |          |          |  |  |
|          |          |          |          |          |          |  |  |          |          |          |          |          |          |  |  | 江       |          |          |          |          |          |  |  |          |          |          |          |          |          |  |  |          |      |      |      |      |      |  |  |      |      |      |      |      |      |  |  |          |          |          |          |          |          |  |  |          |          |          |          |          |          |  |  |      |      |      |      |      |      |  |  |          |          |          |          |          |          |  |  |          |          |          |          |          |          |  |  |          |          |          |          |          |          |  |  |          |          |          |          |          |          |  |  |
|          |          |          |          |          |          |  |  |          |          |          |          |          |          |  |  |          |          |          |          |          |          |  |  |          |          |          |          |          |          |  |  |          |      |      |      |      |      |  |  |      |      |      |      |      |      |  |  |          |          |          |          |          |          |  |  |          |          |          |          |          |          |  |  |      |      |      |      |      |      |  |  |          |          |          |          |          |          |  |  |          |          |          |          |          |          |  |  |          |          |          |          |          |          |  |  |          |          |          |          |          |          |  |  |
|          |          |          |          |          |          |  |  | 浅井長政 |          |          |          |          |          |  |  |          |          |          |          |          |          |  |  |          |          |          |          |          |          |  |  |          |      |      |      |      |      |  |  |      |      |      |      |      |      |  |  |          |          |          |          |          |          |  |  |          |          |          |          |          |          |  |  |      |      |      |      |      |      |  |  |          |          |          |          |          |          |  |  |          |          |          |          |          |          |  |  |          |          |          |          |          |          |  |  |          |          |          |          |          |          |  |  |
|          |          |          |          |          |          |  |  |          |          |          |          |          |          |  |  |          |          |          |          |          |          |  |  |          |          |          |          |          |          |  |  |          |      |      |      |      |      |  |  |      |      |      |      |      |      |  |  |          |          |          |          |          |          |  |  |          |          |          |          |          |          |  |  |      |      |      |      |      |      |  |  |          |          |          |          |          |          |  |  |          |          |          |          |          |          |  |  |          |          |          |          |          |          |  |  |          |          |          |          |          |          |  |  |

| \| \| \| \| \| \| \| \| \| \| \| \| \| \| \| \| \| \| \| \| 16. 徳川宗翰 \| \| \| \| \| \| \| \| \| \| \| \| \| \| \| \| \| \| \| \| \| \| \| \| \| \| \| \| \| \| \| \| \| \| \| \| \| \| \| \| \| \| \| \| \| \| \| \| \| \| \| \| \| \| 8. 徳川治保 \| \| \| \| \| \| \| \| \| \| \| \| \| \| \| \| \| \| \| \| \| \| \| \| \| \| \| \| \| \| \| \| \| \| \| \| \| \| \| \| \| \| \| \| \| \| \| \| \| \| \| \| \| \| 17. 美衛 \| \| \| \| \| \| \| \| \| \| \| \| \| \| \| \| \| \| \| \| \| \| \| \| \| \| \| \| \| \| \| \| \| \| \| \| \| \| \| \| \| \| \| \| \| \| \| \| \| \| \| \| \| \| 4. 徳川治紀 \| \| \| \| \| \| \| \| \| \| \| \| \| \| \| \| \| \| \| \| \| \| \| \| \| \| \| \| \| \| \| \| \| \| \| \| \| \| \| \| \| \| \| \| \| \| \| \| \| \| \| \| \| \| 18. 一条道香 \| \| \| \| \| \| \| \| \| \| \| \| \| \| \| \| \| \| \| \| \| \| \| \| \| \| \| \| \| \| \| \| \| \| \| \| \| \| \| \| \| \| \| \| \| \| \| \| \| \| \| \| \| \| 9. 一条溢子 \| \| \| \| \| \| \| \| \| \| \| \| \| \| \| \| \| \| \| \| \| \| \| \| \| \| \| \| \| \| \| \| \| \| \| \| \| \| \| \| \| \| \| \| \| \| \| \| \| \| \| \| \| \| 19. 池田静子 \| \| \| \| \| \| \| \| \| \| \| \| \| \| \| \| \| \| \| \| \| \| \| \| \| \| \| \| \| \| \| \| \| \| \| \| \| \| \| \| \| \| \| \| \| \| \| \| \| \| \| \| \| \| 2. 徳川斉昭 \| \| \| \| \| \| \| \| \| \| \| \| \| \| \| \| \| \| \| \| \| \| \| \| \| \| \| \| \| \| \| \| \| \| \| \| \| \| \| \| \| \| \| \| \| \| \| \| \| \| \| \| \| \| 20. 烏丸光胤 \| \| \| \| \| \| \| \| \| \| \| \| \| \| \| \| \| \| \| \| \| \| \| \| \| \| \| \| \| \| \| \| \| \| \| \| \| \| \| \| \| \| \| \| \| \| \| \| \| \| \| \| \| \| 10. 町資補 \| \| \| \| \| \| \| \| \| \| \| \| \| \| \| \| \| \| \| \| \| \| \| \| \| \| \| \| \| \| \| \| \| \| \| \| \| \| \| \| \| \| \| \| \| \| \| \| \| \| \| \| \| \| 21. 真如養女 \| \| \| \| \| \| \| \| \| \| \| \| \| \| \| \| \| \| \| \| \| \| \| \| \| \| \| \| \| \| \| \| \| \| \| \| \| \| \| \| \| \| \| \| \| \| \| \| \| \| \| \| \| \| 5. 外山補子 \| \| \| \| \| \| \| \| \| \| \| \| \| \| \| \| \| \| \| \| \| \| \| \| \| \| \| \| \| \| \| \| \| \| \| \| \| \| \| \| \| \| \| \| \| \| \| \| \| \| \| \| \| \| 1. 江戸幕府15代将軍 徳川慶喜 \| \| \| \| \| \| \| \| \| \| \| \| \| \| \| \| \| \| \| \| \| \| \| \| \| \| \| \| \| \| \| \| \| \| \| \| \| \| \| \| \| \| \| \| \| \| \| \| \| \| \| \| \| \| 24. 霊元天皇 \| \| \| \| \| \| \| \| \| \| \| \| \| \| \| \| \| \| \| \| \| \| \| \| \| \| \| \| \| \| \| \| \| \| \| \| \| \| \| \| \| \| \| \| \| \| \| \| \| \| \| \| \| \| 12. 職仁親王 \| \| \| \| \| \| \| \| \| \| \| \| \| \| \| \| \| \| \| \| \| \| \| \| \| \| \| \| \| \| \| \| \| \| \| \| \| \| \| \| \| \| \| \| \| \| \| \| \| \| \| \| \| \| 25. 右衛門佐局 \| \| \| \| \| \| \| \| \| \| \| \| \| \| \| \| \| \| \| \| \| \| \| \| \| \| \| \| \| \| \| \| \| \| \| \| \| \| \| \| \| \| \| \| \| \| \| \| \| \| \| \| \| \| 6. 織仁親王 \| \| \| \| \| \| \| \| \| \| \| \| \| \| \| \| \| \| \| \| \| \| \| \| \| \| \| \| \| \| \| \| \| \| \| \| \| \| \| \| \| \| \| \| \| \| \| \| \| \| \| \| \| \| 26. 後藤左一郎 \| \| \| \| \| \| \| \| \| \| \| \| \| \| \| \| \| \| \| \| \| \| \| \| \| \| \| \| \| \| \| \| \| \| \| \| \| \| \| \| \| \| \| \| \| \| \| \| \| \| \| \| \| \| 13. 菖蒲小路 \| \| \| \| \| \| \| \| \| \| \| \| \| \| \| \| \| \| \| \| \| \| \| \| \| \| \| \| \| \| \| \| \| \| \| \| \| \| \| \| \| \| \| \| \| \| \| \| \| \| \| \| \| \| 3. 登美宮 \| \| \| \| \| \| \| \| \| \| \| \| \| \| \| \| \| \| \| \| \| \| \| \| \| \| \| \| \| \| \| \| \| \| \| \| \| \| \| \| \| \| \| \| \| \| \| \| \| \| \| \| \| \| 14. 安藤定弘 \| \| \| \| \| \| \| \| \| \| \| \| \| \| \| \| \| \| \| \| \| \| \| \| \| \| \| \| \| \| \| \| \| \| \| \| \| \| \| \| \| \| \| \| \| \| \| \| \| \| \| \| \| \| 7. 清瀧 \| \| \| \| \| \| \| \| \| \| \| \| \| \| \| \| \| \| \| \| \| \| \| \| \| \| \| \| \| \| \| \| \| \| \| \| \| \| \| \| \| \| \| \| \| \| \| \| \| \| \| \| |                              |  |  |  |  |  |  |  |  |  |  |  |  |  |  |  |
| |                              |  |  |  |  |  |  |  |  |  |  |  |  |  |  |  |
| | 16. 徳川宗翰                 |  |  |  |  |  |  |  |  |  |  |  |  |  |  |  |
| |                              |  |  |  |  |  |  |  |  |  |  |  |  |  |  |  |
| |                              |  |  |  |  |  |  |  |  |  |  |  |  |  |  |  |
| | 8. 徳川治保                  |  |  |  |  |  |  |  |  |  |  |  |  |  |  |  |
| |                              |  |  |  |  |  |  |  |  |  |  |  |  |  |  |  |
| |                              |  |  |  |  |  |  |  |  |  |  |  |  |  |  |  |
| | 17. 美衛                     |  |  |  |  |  |  |  |  |  |  |  |  |  |  |  |
| |                              |  |  |  |  |  |  |  |  |  |  |  |  |  |  |  |
| |                              |  |  |  |  |  |  |  |  |  |  |  |  |  |  |  |
| | 4. 徳川治紀                  |  |  |  |  |  |  |  |  |  |  |  |  |  |  |  |
| |                              |  |  |  |  |  |  |  |  |  |  |  |  |  |  |  |
| |                              |  |  |  |  |  |  |  |  |  |  |  |  |  |  |  |
| | 18. 一条道香                 |  |  |  |  |  |  |  |  |  |  |  |  |  |  |  |
| |                              |  |  |  |  |  |  |  |  |  |  |  |  |  |  |  |
| |                              |  |  |  |  |  |  |  |  |  |  |  |  |  |  |  |
| | 9. 一条溢子                  |  |  |  |  |  |  |  |  |  |  |  |  |  |  |  |
| |                              |  |  |  |  |  |  |  |  |  |  |  |  |  |  |  |
| |                              |  |  |  |  |  |  |  |  |  |  |  |  |  |  |  |
| | 19. 池田静子                 |  |  |  |  |  |  |  |  |  |  |  |  |  |  |  |
| |                              |  |  |  |  |  |  |  |  |  |  |  |  |  |  |  |
| |                              |  |  |  |  |  |  |  |  |  |  |  |  |  |  |  |
| | 2. 徳川斉昭                  |  |  |  |  |  |  |  |  |  |  |  |  |  |  |  |
| |                              |  |  |  |  |  |  |  |  |  |  |  |  |  |  |  |
| |                              |  |  |  |  |  |  |  |  |  |  |  |  |  |  |  |
| | 20. 烏丸光胤                 |  |  |  |  |  |  |  |  |  |  |  |  |  |  |  |
| |                              |  |  |  |  |  |  |  |  |  |  |  |  |  |  |  |
| |                              |  |  |  |  |  |  |  |  |  |  |  |  |  |  |  |
| | 10. 町資補                   |  |  |  |  |  |  |  |  |  |  |  |  |  |  |  |
| |                              |  |  |  |  |  |  |  |  |  |  |  |  |  |  |  |
| |                              |  |  |  |  |  |  |  |  |  |  |  |  |  |  |  |
| | 21. 真如養女                 |  |  |  |  |  |  |  |  |  |  |  |  |  |  |  |
| |                              |  |  |  |  |  |  |  |  |  |  |  |  |  |  |  |
| |                              |  |  |  |  |  |  |  |  |  |  |  |  |  |  |  |
| | 5. 外山補子                  |  |  |  |  |  |  |  |  |  |  |  |  |  |  |  |
| |                              |  |  |  |  |  |  |  |  |  |  |  |  |  |  |  |
| |                              |  |  |  |  |  |  |  |  |  |  |  |  |  |  |  |
| | 1. 江戸幕府15代将軍 徳川慶喜 |  |  |  |  |  |  |  |  |  |  |  |  |  |  |  |
| |                              |  |  |  |  |  |  |  |  |  |  |  |  |  |  |  |
| |                              |  |  |  |  |  |  |  |  |  |  |  |  |  |  |  |
| | 24. 霊元天皇                 |  |  |  |  |  |  |  |  |  |  |  |  |  |  |  |
| |                              |  |  |  |  |  |  |  |  |  |  |  |  |  |  |  |
| |                              |  |  |  |  |  |  |  |  |  |  |  |  |  |  |  |
| | 12. 職仁親王                 |  |  |  |  |  |  |  |  |  |  |  |  |  |  |  |
| |                              |  |  |  |  |  |  |  |  |  |  |  |  |  |  |  |
| |                              |  |  |  |  |  |  |  |  |  |  |  |  |  |  |  |
| | 25. 右衛門佐局               |  |  |  |  |  |  |  |  |  |  |  |  |  |  |  |
| |                              |  |  |  |  |  |  |  |  |  |  |  |  |  |  |  |
| |                              |  |  |  |  |  |  |  |  |  |  |  |  |  |  |  |
| | 6. 織仁親王                  |  |  |  |  |  |  |  |  |  |  |  |  |  |  |  |
| |                              |  |  |  |  |  |  |  |  |  |  |  |  |  |  |  |
| |                              |  |  |  |  |  |  |  |  |  |  |  |  |  |  |  |
| | 26. 後藤左一郎               |  |  |  |  |  |  |  |  |  |  |  |  |  |  |  |
| |                              |  |  |  |  |  |  |  |  |  |  |  |  |  |  |  |
| |                              |  |  |  |  |  |  |  |  |  |  |  |  |  |  |  |
| | 13. 菖蒲小路                 |  |  |  |  |  |  |  |  |  |  |  |  |  |  |  |
| |                              |  |  |  |  |  |  |  |  |  |  |  |  |  |  |  |
| |                              |  |  |  |  |  |  |  |  |  |  |  |  |  |  |  |
| | 3. 登美宮                    |  |  |  |  |  |  |  |  |  |  |  |  |  |  |  |
| |                              |  |  |  |  |  |  |  |  |  |  |  |  |  |  |  |
| |                              |  |  |  |  |  |  |  |  |  |  |  |  |  |  |  |
| | 14. 安藤定弘                 |  |  |  |  |  |  |  |  |  |  |  |  |  |  |  |
| |                              |  |  |  |  |  |  |  |  |  |  |  |  |  |  |  |
| |                              |  |  |  |  |  |  |  |  |  |  |  |  |  |  |  |
| | 7. 清瀧                      |  |  |  |  |  |  |  |  |  |  |  |  |  |  |  |
| |                              |  |  |  |  |  |  |  |  |  |  |  |  |  |  |  |
| |                              |  |  |  |  |  |  |  |  |  |  |  |  |  |  |  |